# Osiedle Tysiąclecia (Katowice)
Osiedle Tysiąclecia (Osiedle im. Tysiąclecia Państwa Polskiego, pot. Tauzen) – osiedle mieszkaniowe oraz dzielnica Katowic, położona w północno-zachodniej części miasta, w zespole dzielnic północnych, pomiędzy Dębem, Załężem i miastem Chorzowem, częściowo na terenie historycznej gminy Dąb.
Obszar dzielnicy zamieszkany był już od XVII wieku, kiedy to nad potokiem Rawa powstała kolonia Dębu – Sośnina. W XIX wieku przy ulicy Chorzowskiej wybudowano przysiółek Dębu – Bederowiec, natomiast w latach 50. XX wieku na obszarze obecnego Górnego Tysiąclecia, na obszarze Klimzowca powstała kolonia domków fińskich – osiedle W. Pstrowskiego. W ich miejscu, w 1961 roku rozpoczęto budowę nowego osiedla mieszkaniowego, którego nazwa nawiązuje do obchodzonego w tym okresie Tysiąclecia Państwa Polskiego. Zaprojektowane zostało ono przez czterech architektów: Henryka Buszkę, Aleksandra Frantę, Mariana Dziewońskiego i Tadeusza Szewczyka, z których dwaj pierwsi sprawowali później nadzór nad budową.
Osiedle Tysiąclecia jako dzielnica ma głównie mieszkaniowy charakter. Jest ona bardzo dobrze skomunikowana dzięki Drogowej Trasie Średnicowej i drodze krajowej nr 79 (ulica Chorzowska wraz z linią tramwajową biegnącą równolegle do ulicy), przebiegających po zewnętrznej stronie Osiedla Tysiąclecia. Powierzchnia dzielnicy wynosi 1,88 km² (1,14% powierzchni miasta), a liczba mieszkańców w 2007 roku wynosiła 23 501 mieszkańców (7,4% ludności Katowic).

## Geografia

### Położenie
Osiedle Tysiąclecia jest jedną z jednostek pomocniczych Katowic (nr 9), znajdującą się w grupie dzielnic północnych. Graniczy od wschodu z Dębem, od południa z Załężem, a od zachodu i północy z miastem Chorzowem (z dzielnicą Centrum oraz parkiem Śląskim). Granica dzielnicy biegnie następująco: od północy – za torowiskiem przy ulicy Chorzowskiej, przy granicy z parkiem Śląskim (granica miasta); od wschodu – wzdłuż granicy gruntów, będących własnością Spółdzielni Mieszkaniowej Piast na zachód od ulicy Brackiej do Rawy; od południa – wzdłuż środka koryta Rawy; od zachodu – na tyłach wschodnich posesji al. Wojska Polskiego i ul. Gałeczki w Chorzowie, a następnie wzdłuż ul. Gałeczki (granica miasta). 
Historycznie Osiedle Tysiąclecia położone jest częściowo na obszarze dawnej gminy Dąb (Dolne i część Górnego Tysiąclecia). Według podziału fizycznogeograficznego Jerzego Kondrackiego, Osiedle Tysiąclecia znajduje się w mezoregionie Wyżyna Katowicka (341.13), będącym częścią krainy geograficznej Wyżyna Śląska w obrębie Wyżyny Śląsko-Krakowskiej.

### Geologia i gleby
Osiedle Tysiąclecia położone jest w niecce górnośląskiej, będącej północną częścią dużej struktury geologicznej śląsko-morawskiej, która wypełnia utwory pochodzące z górnego karbonu, zwłaszcza osady węglonośne warstw rudzkich (westfal A), leżące w obrębie struktur paleozoicznych wyżyn środkowopolskich. Pod serią osadową niecki górnośląskiej występują skały krystaliczne powstałe w prekambrze. Nad nimi zalegają diabazy przykryte osadami lądowymi o miąższości 100 m, składające się głównie z piaskowców i zlepieńców. Nad nimi znajduje się 200-metrowa warstwa wczesnokambryjska (drobnoziarnisty piaskowiec oraz mułowiec), przykryte piaskowcami z wczesnego dewonu. Warstwy te wraz z osadami karbońskimi przykryte są w południowej części przez utwory czwartorzędowe, głównie pochodzenia polodowcowego, powstałe w czasie zlodowacenia południowopolskiego. Składają się na nie gliny zwałowe, ich zwietrzeliny oraz piaski i żwiry lodowcowe, a w południowej części również osady rzeczne. Dużą część warstwy osadowej stanowią grunty nasypowe pochodzenia antropogenicznego o średniej miąższości do 2 metrów (na Tysiącleciu Dolnym powyżej 5 metrów, a na Górnym powyżej 6 metrów).
Zapadlisko górnośląskie charakteryzuje się słabo rozwiniętą tektoniką fałdową, przy czym na obszarze Katowic (w tym Osiedla Tysiąclecia) warstwy leżą poziomo, co spowodowane jest występowaniem w podłożu niecki sztywnego masywu krystalicznego (bloku górnośląskiego). Mimo licznych naturalnych uskoków przechodzących przez nieckę, warstwy pod Osiedlem Tysiąclecia nie są nim przecięte. Teren ten jest natomiast bardzo zniekształcony na skutek działalności górniczej i przed budową osiedla posiadał V kategorię szkód górniczych ze względu na liczne nierówności i uskoki, a także na znajdujące się pod ziemią kopalniane korytarze, co przyczyniło się w dużej mierze do ostatecznego kształtu osiedla.
Gleby na terenie Osiedla Tysiąclecia uległy silnej antropopresji wskutek rozwoju osadnictwa, przez co znaczny jest tu udział gleb inicjalnych. Występują tu głównie gleby antropogeniczne, wytworzone z glin zwałowych. Gleby na terenie dzielnicy posiadają IV klasę bonitacyjną. Są one skażone metalami ciężkimi (ołowiem, kadmem i cynkiem), których źródłem są zanieczyszczenia przemysłowe powstające ze spalania węgla w okolicznych dzielnicach.

### Ukształtowanie powierzchni

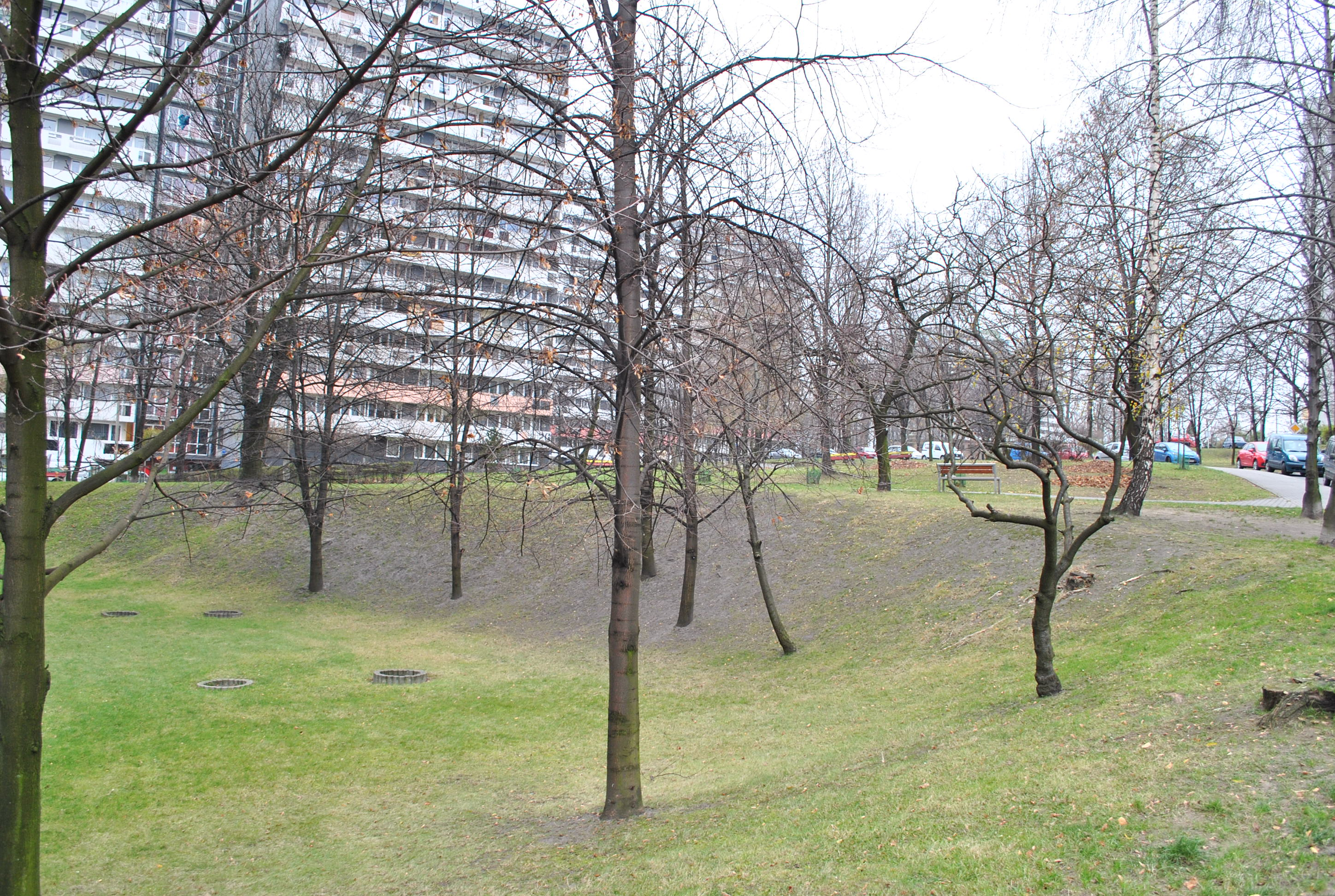
Skarpa w pobliżu ulicy Bolesława Chrobrego powstała na skutek rozwoju budownictwa mieszkaniowego

Według jednostek morfologicznych znaczna większość Osiedla Tysiąclecia położona jest na Wzgórzach Chorzowskich, które tworzą szereg falistych, zaokrąglonych lub spłaszczonych wzniesień, które to na terenie osiedla dochodzą do 299 m n.p.m. Stok Wzgórz Chorzowskich ciągnie się wzdłuż ulicy Chorzowskiej do doliny Rawy. Jest on rozcięty obniżeniami dolinnymi. Spłaszczenia wzgórz zbudowane są ze skał karbońskich, częściowo przykryte cienką warstwą pochodzącą z plejstocenu. Najwyższy punkt dzielnicy znajduje się w pobliżu budynku przy ulicy Bolesława Chrobrego 31 (na wysokości wschodniej pętli tramwajowej przy Stadionie Śląskim), dochodzący do 299 m n.p.m. Na południowy wschód od tego miejsca znajduje się drugie co do wielkości wzgórze, na którym wznoszą się Kukurydze. Tam wysokość dochodzi do ponad 290 m n.p.m.

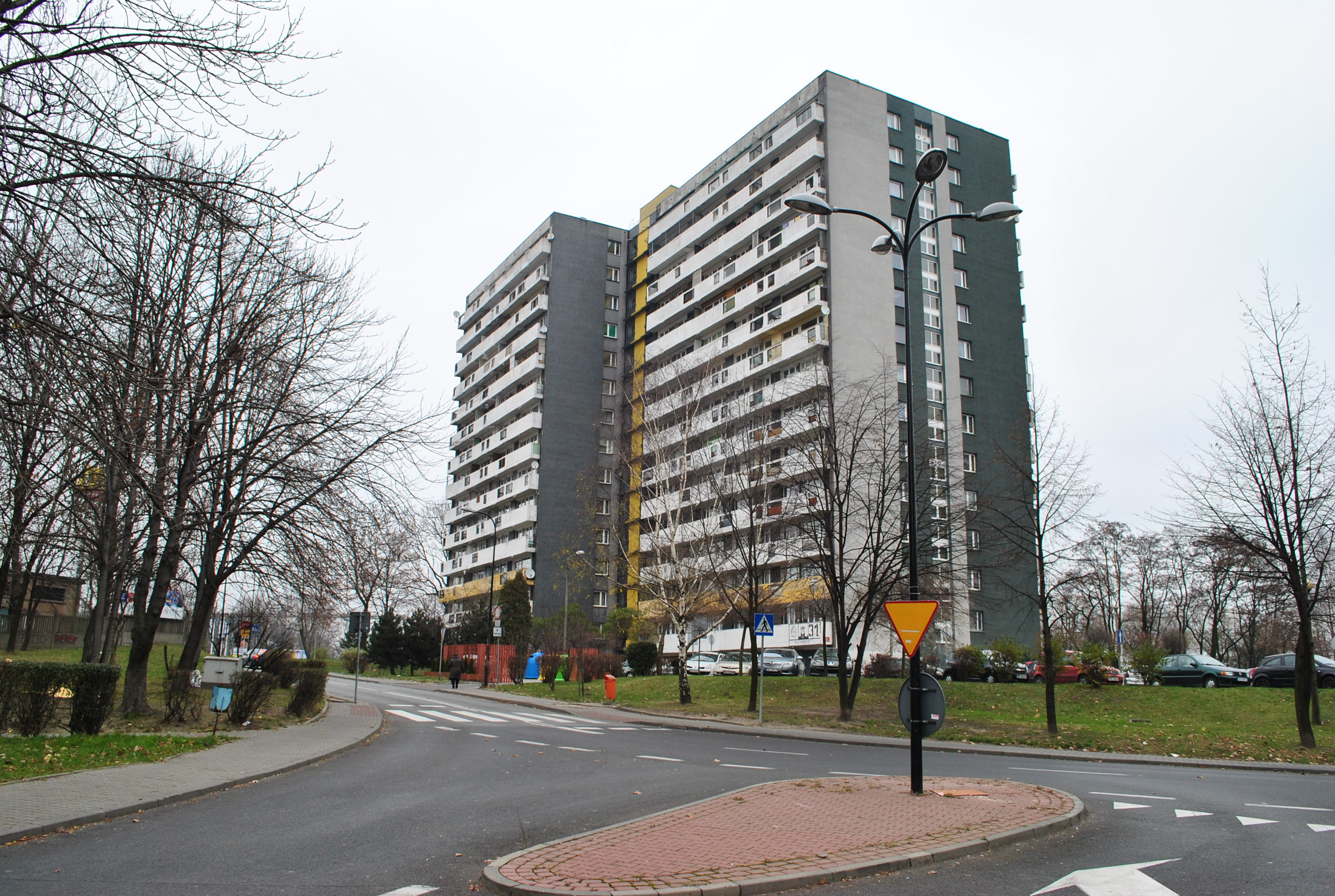
Blok przy ulicy Bolesława Chrobrego 31 – jeden z najwyżej położonych budynków na osiedlu, na wysokości prawie 300 m n.p.m.

Obszar dzielnicy obniża się w kierunkach południowo-zachodnim i południowym. Południowa część, ciągnąca się wzdłuż doliny Rawy oraz parku Bederowiec, położona jest w Obniżeniu Rawy. Jest ono głęboko wcięte (ponad 100 m) w utwory karbońskie i stanowi dno doliny wraz z terasą plejstoceńską. Lustro stawu Maroko jest położone na wysokości 264,9 m n.p.m., natomiast poziom Rawy na wysokości granicy Dębu, Osiedla Tysiąclecia i Załęża wynosi 264,7 m n.p.m. Różnica wysokości między najwyższym i najniższym punktem w dzielnicy wynosi prawie 35 metrów.
Powierzchnia dzielnicy jest mocno przekształcona na skutek działalności człowieka, zwłaszcza w formie nasypów dróg komunikacyjnych oraz zniekształceń powstałych w wyniku rozwoju budownictwa mieszkaniowego. Na zmianę rzeźby terenu na Osiedlu Tysiąclecia istotny wpływ mają procesy niwelacji, sedymentacji oraz osiadania różnych materiałów.

### Klimat
Warunki klimatyczne Osiedla Tysiąclecia w niewielkim stopniu różnią się od klimatu dla całych Katowic. Jest on modyfikowany zarówno przez czynniki klimatotwórcze jak i lokalne, a także przez działalność człowieka (np. efekt miejskiej wyspy ciepła). Na klimat dzielnicy w większym znaczeniu mają wpływy oceaniczne z przewagą nad wpływami kontynentalnymi oraz sporadycznie docierające tu od południowego zachodu przez Bramę Morawską masy powietrza zwrotnikowego.
Średnia roczna temperatura w Katowicach w wieloleciu 1961–2005 wynosiła 8,1 °C. Najcieplejszym miesiącem jest lipiec (17,8 °C), a najchłodniejszym styczeń (-2,2 °C). Średnie roczne usłonecznienie w wieloleciu 1966–2005 wynosiło 1 474 godziny. Średnia roczna suma opadów w skali roku w wieloleciu 1951-2005 wynosiła 713,8 mm. Średni czas zalegania pokrywy śnieżnej wynosi 60–70 dni, a okres wegetacyjny trwa średnio 200–220 dni. W ciągu roku przeważają wiatry zachodnie i południowo-zachodnie, a najrzadziej wieje z północy. Średnia prędkość wiatru wynosi 2,4 m/s.

### Hydrografia i hydrogeologia

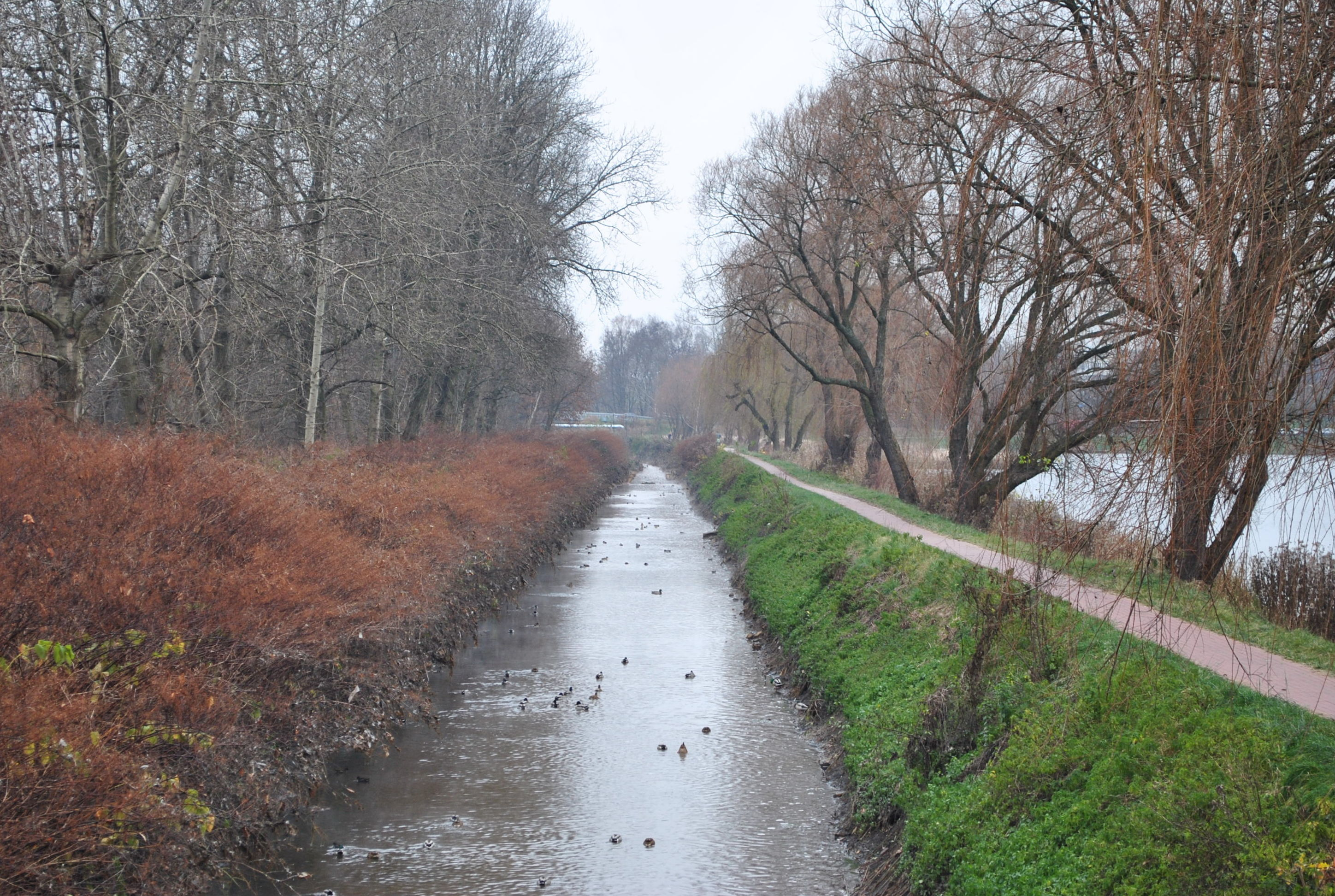
Rawa na granicy os. Tysiąclecia i Załęża na wysokości stawu Maroko

Powierzchnia Osiedla Tysiąclecia położona jest w całości w lewym dorzeczu Wisły, w zlewni Rawy. Rzeka ta, będąca dopływem Czarnej Przemszy, na terenie osiedla biegnie z zachodu na wschód. Ma w całości uregulowany przebieg i jest obwałowana. Stanowi odbiornik oczyszczonych i surowych ścieków oraz wód opadowych. W latach 1992–2002 udział wód obcych (ścieków komunalnych i przemysłowych) wynosił około 70%, co powodowało głębokie zaburzenia naturalnego przepływu wody. Poziom wód gruntowych w dolinie rzeki jest niski, przy czym wody te na obszarze dzielnicy mogą występować na bardzo zmiennych głębokościach z powodu zróżnicowania podłoża oraz skanalizowania dzielnicy i uszczelnienia koryta Rawy.

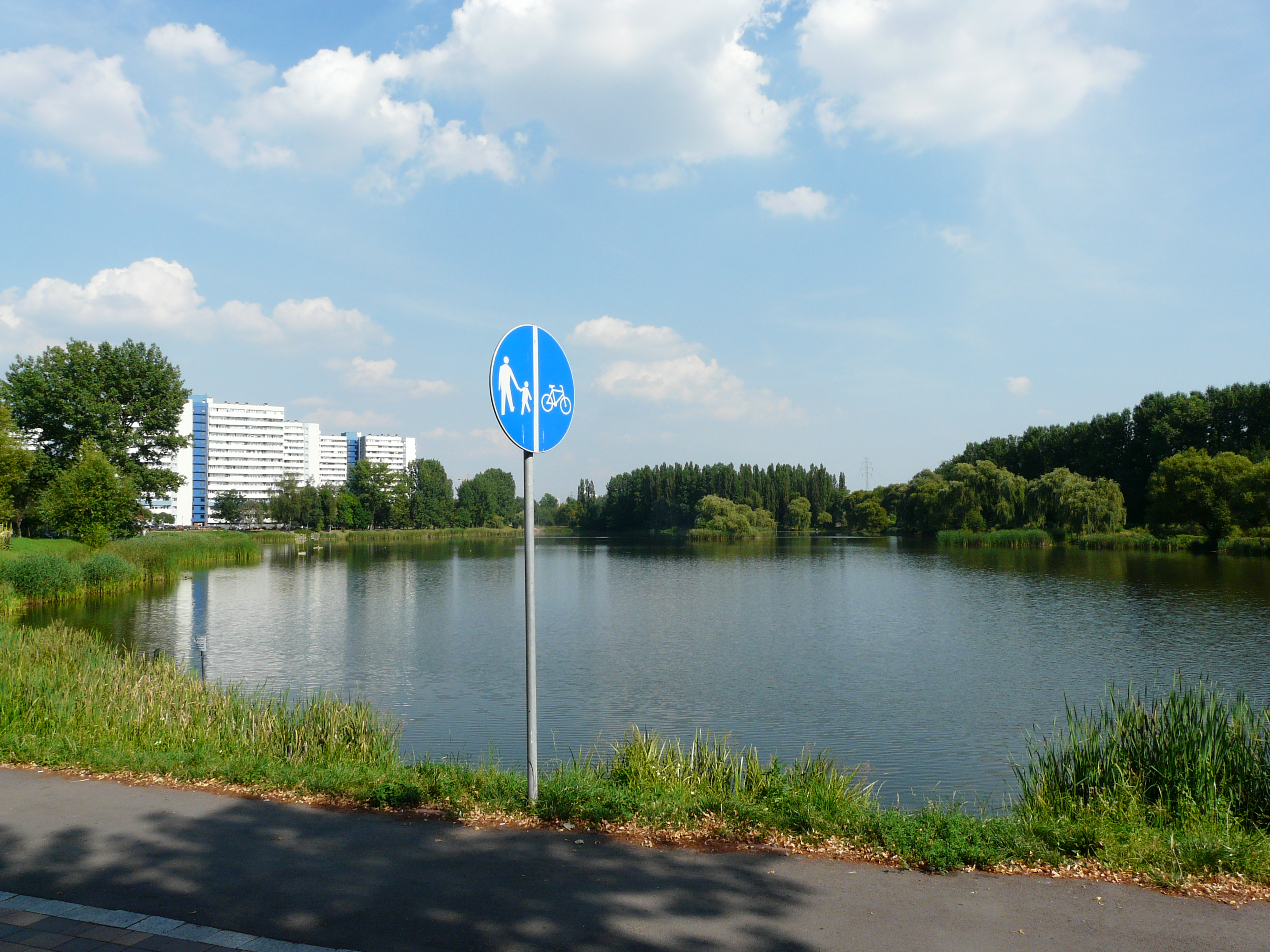
Staw Maroko od strony zachodniej

Na obszarze dzielnicy największym zbiornikiem wodnym jest staw Maroko, który powstał w wyrobisku poprzemysłowym zalanym wodą. Powierzchnia stawu wynosi 8,4 ha, a średnia głębokość 1,3 m. Akwen ten stanowi ostoję dla wielu gatunków roślin i zwierząt, jest także obiektem rekreacyjnym. Na zachód od stawu znajduje się podmokły teren, który porastają szuwary trzcinowe. Obydwa obszary stanowiły dawny użytek ekologiczny Stawy na Tysiącleciu.
Osiedle Tysiąclecia położone jest w obrębie śląsko-krakowskiego regionu hydrogeologicznego. Utwory wodonośne występują tu we wszystkich warstwach stratygraficznych, lecz ich znaczenie jest uzależnione od czynników geologicznych, hydrogeologicznych oraz wpływu człowieka. Większe kompleksy występują w dolinach Rawy i Kłodnicy. Osiedle Tysiąclecia położone jest w obrębie Głównego Zbiornika Wód Podziemnych nr 329 Bytom, mającego charakter krasowo-szczelinowy, lecz nie posiada on na terenie dzielnicy zasobów użytkowych.

### Przyroda i ochrona środowiska

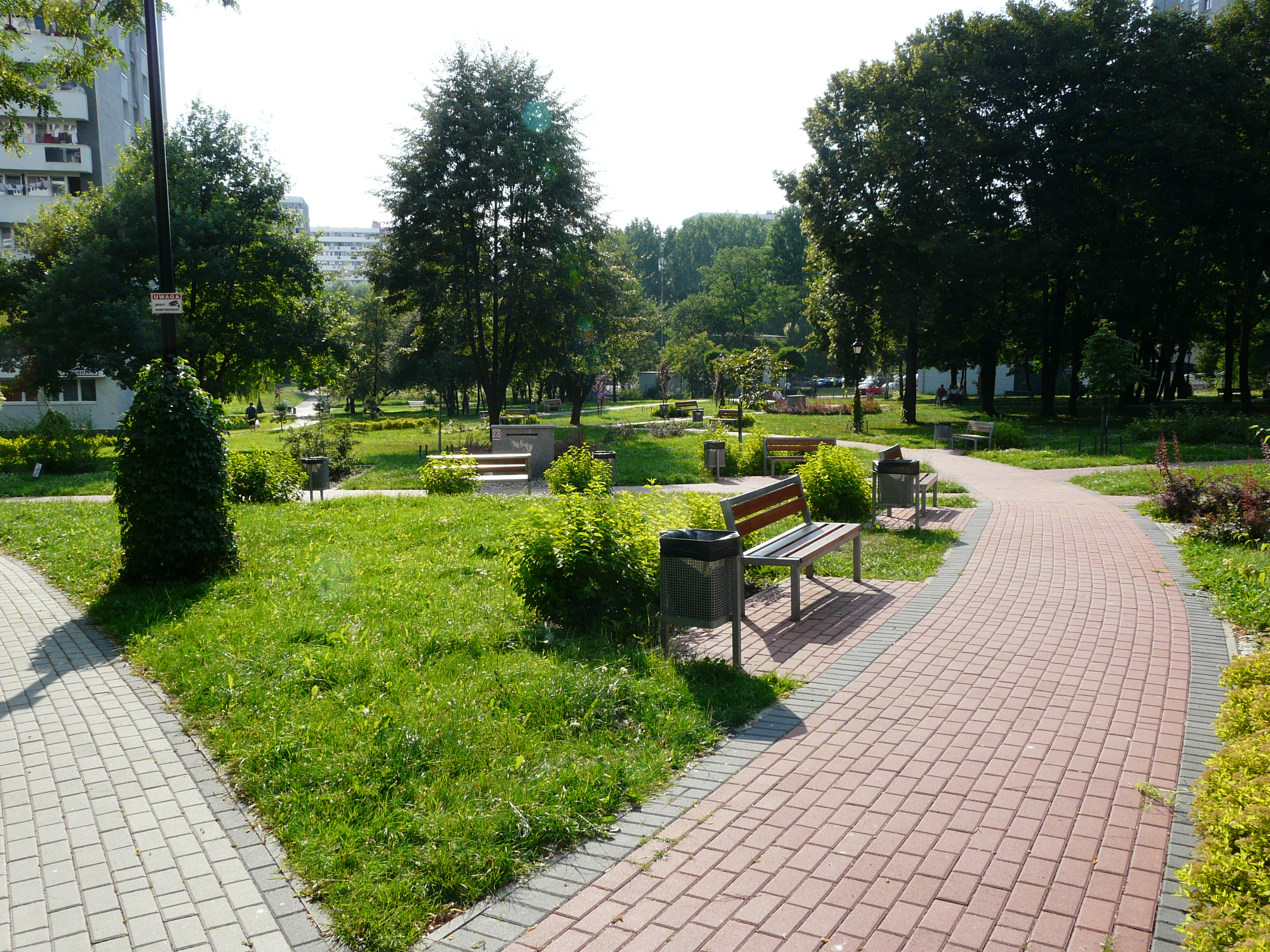
Jeden ze skwerów na osiedlu

Obszar dzielnicy mimo dużej gęstości zaludnienia charakteryzuje się znacznym udziałem terenów zielonych, zwłaszcza dzięki sąsiedztwu dwóch dużych kompleksów zielonych – dawnego użytku ekologicznego Stawy na Tysiącleciu (od 2012 roku wschodnią część dawnego kompleksu stanowi park Bederowiec) wraz z kompleksem leśnym (w częściach południowej i południowo-zachodniej dzielnicy) oraz parku Śląskiego (poza granicami miasta; na północ od osiedla). Główne formy zieleni na terenie Osiedla Tysiąclecia to zieleń urządzona i osiedlowa. Charakterystycznym elementem dzielnicy jest brak ogródków działkowych.

Dawny użytek ekologiczny Stawy na Tysiącleciu stanowi ostoję dla wielu gatunków roślin i zwierząt. Występują tu zwłaszcza płazy (np. kumak nizinny, traszka zwyczajna i żaba jeziorkowa, a także są tu jedne z ostatnich w Katowicach ostoi zaskrońca). W trzcinowisku w zachodniej części obszaru żyją piżmaki, kokoszki zwyczajne, kaczki krzyżówki, łyski oraz rokitniczki. W mieszkaniowej części osiedla żyją typowe gatunki synantropijne, takie jak gołąb skalny, wróbel zwyczajny, sierpówka, jerzyk zwyczajny, kawka zwyczajna, sroka zwyczajna i kos zwyczajny. Na rozwój fauny na terenie Osiedla Tysiąclecia wpływa występowanie zbiorowisk leśnych, łąkowych, wodnych i nadwodnych. Duży wpływ na skład gatunkowy roślin ma działalność człowieka, przez co występuje tu też roślinność synantropijna oraz ruderalna.

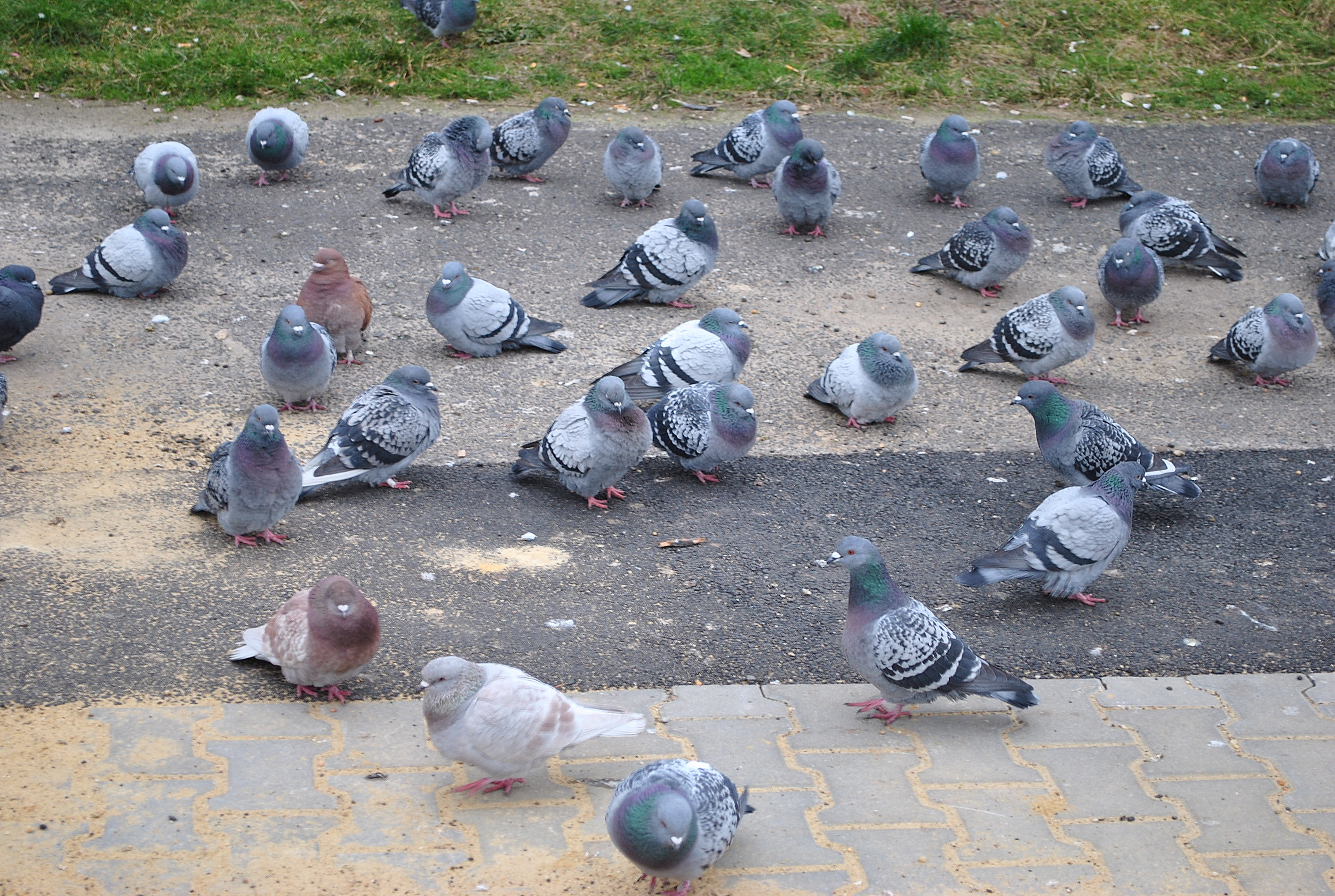
Grupa gołębi miejskich w rejonie osiedla Tysiąclecia

W granicach dzielnicy Osiedle Tysiąclecia występują następujące place oraz obszary zieleni urządzonej:

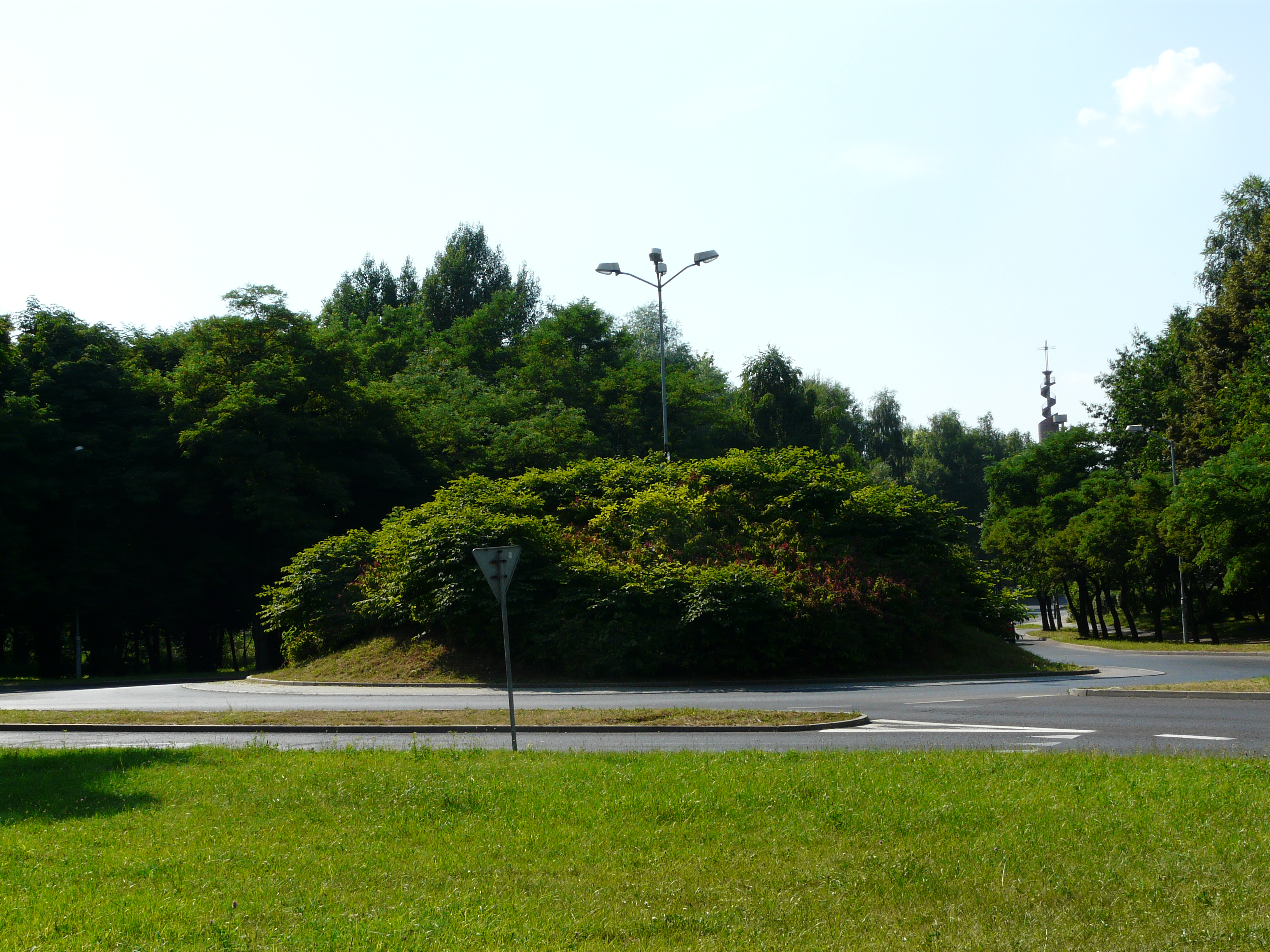
Rondo Karola Stryji

- Park Bederowiec – obejmuje staw Maroko wraz z najbliższym otoczeniem, położony na Tysiącleciu Dolnym, w pobliżu ul. Piastów oraz ul. Jana Pawła II[26];
- Skwer Karola Hieronima Chodkiewicza – plac między blokami przy ul. Tysiąclecia 86a i 90;
- Skwer Husarii Polskiej – plac między blokiem przy ul. Tysiąclecia 92 a kościołem pw. Matki Boskiej Piekarskiej przy ul. Ułańskiej;
- Skwer Tadeusza Jasińskiego – plac przy al. Bolesława Krzywoustego, między blokami przy ul. Tysiąclecia 37 i 45;
- Skwer Jana Matejki – plac przy ul. Bolesława Chrobrego, między blokami przy ul. Tysiąclecia 78 i Bolesława Chrobrego 2;
- Skwer Jeńców Ostaszkowa – plac w rejonie ul. Chorzowskiej, ul. Ułańskiej i ul. Bolesława Chrobrego;
- Skwer Józefa Kidonia – plac w rejonie ul. Chorzowskiej, ul. Bolesława Chrobrego i al. Henryka Pobożnego;
- Skwer Kadetów Lwowskich – plac przy al. Bolesława Krzywoustego, w rejonie bloków przy ul. Tysiąclecia 7 i 11;
- Skwer Męczenników Oświęcimskich – plac u zbiegu ul. Mieszka I i ul. Jana Pawła II, w rejonie ronda marszałka Konstantego Wolnego;
- Skwer Romualda Mielczarskiego – plac przy al. Piastów, między blokami przy ul. Piastów 10 a ul. Piastów;
- Skwer Młodych Plastyków – plac przy al. Księżnej Jadwigi Śląskiej, między Zespołem Szkół Plastycznych oraz blokami przy ul. Ułańskiej 7 i 9;
- Skwer Roberta Oszka – plac u zbiegu ul. Mieszka I i ul. Tysiąclecia, w rejonie ronda Karola Stryji;
- Skwer Piastów Śląskich – plac między ul. Chorzowską i al. księcia Henryka Brodatego, w rejonie ronda Henryka Sławika;
- Plac Podwyższenia Krzyża – plac przy ul. Mieszka I, między kościołem pw. Podwyższenia Krzyża Świętego i Matki Boskiej Uzdrowienia Chorych a terenem cmentarza;
- Plac Ronalda Reagana – plac przy al. Bolesława Krzywoustego;
- Skwer Józefa Ryszki – plac między ul. Chorzowską i ul. Piastów, w rejonie ronda Henryka Sławika;
- Skwer Szwoleżerów – plac między blokami przy ul. Tysiąclecia 88, 90 i 92;
- Pętla Tysiąclecie – plac obejmujący teren pętli autobusowej, położonej w ciągu ul. Tysiąclecia;
- Skwer Piotra Urbańczyka – plac przy al. Księżnej Jadwigi Śląskiej, między stacją pogotowia ratunkowego i policyjną izbą dziecka a blokami przy ul. Bolesława Chrobrego 9 i 13;
- Skwer Wychowanków Janusza Korczaka – plac przy al. Piastów, między budynkiem Szkoły Podstawowej nr 66 a blokiem przy ul. Piastów 10.

## Historia

### Przed powstaniem osiedla

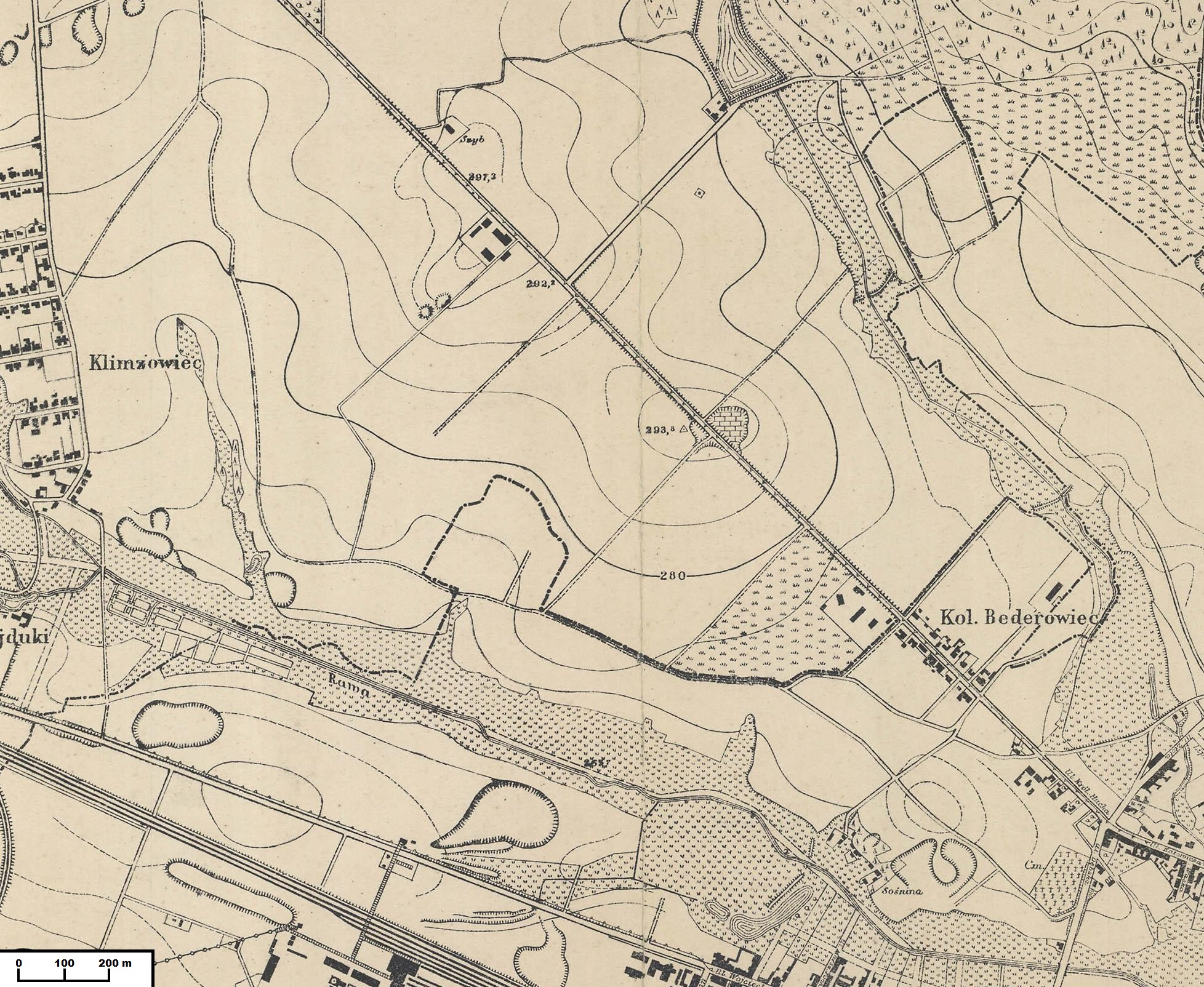
Fragment mapy z 1926 roku, przedstawiający obszar obecnej dzielnicy Osiedle Tysiąclecia. Na obszarze dzielnicy znajdowały się wtedy m.in. kolonie Bederowiec oraz Sośnina, a także Szosa Chorzowska (obecnie ul. Chorzowska) wraz z linią tramwajową

Początki osadnictwa na obszarze dzielnicy Osiedle Tysiąclecie datuje się na XVII wiek, kiedy to na obszarze obecnego osiedla Tysiąclecia Dolnego (ówcześnie tereny wsi Dąb) powstała kolonia Sośnina. W tej kolonii wydobywano rudę żelaza dla kuźnic załęskich. Wraz z zamknięciem kuźnic w okolicach XVIII wieku osada ta stała się typowo rolnicza. 
Dalszy rozwój osadniczy na terenie dzielnicy zaznacza się w pierwszej połowie XIX wieku, kiedy to w 1826 roku na terenie Dębu powstała kolonia Bederowiec, założona przez proboszcza parafii chorzowskiej, ks. Józefa Bedera. Pierwotnie miała ona charakter rolniczy, a pod koniec XIX wieku znajdowały się tu dwa duże zakłady parowe – stolarnia mechaniczna i młyn. W 1890 roku przysiółek liczył 250 mieszkańców. 
W części obszaru obecnego Osiedla Tysiąclecia, należącej do gminy Chorzów (Stary) w XIX wieku pośrodku lasu dominialnego utworzono kamieniołom (na wierzchołku wzgórza, przecinanego przez obecną ulicę Chorzowską, przy Kukurydzach), istniejący do lat 40. XX wieku. Na wschód od tego lasu w początkach XX w. wybudowano folwark (po południowej stronie obecnej ulicy Chorzowskiej, naprzeciwko obecnej zachodniej pętli tramwajowej), funkcjonujący do lat 60. XX w. jako Państwowe Gospodarstwo Rolne Chorzów. W dniu 25 listopada 1898 roku wzdłuż obecnej ulicy Chorzowskiej uruchomiono wąskotorową linię tramwajową na trasie Katowice Rynek – Dąb – Królewska Huta.
W 1924 roku Bederowiec i Sośninę (wraz z Dębem) włączono do Katowic, natomiast do 1968 roku dawny folwark starochorzowski (po II wojnie światowej PGR Chorzów) pozostał na terenie obecnego Chorzowa. W okresie wielkiego kryzysu w latach 20. i 30. XX wieku na obszarze Bederowca powstawały prymitywne baraki dla bezrobotnych i bezdomnych. Z racji braku elektryczności i kanalizacji Bederowiec nazywano m.in. „Marokiem” i „Egiptem”. Po II wojnie światowej, w latach 1947–1950 na wschód od dawnego starochorzowskiego folwarku (obecnie część Górnego Tysiąclecia) dla górników kopalni „Prezydent” w Chorzowie powstało osiedle domów fińskich nazwane im. Wincentego Pstrowskiego z główną ulicą – Ułańską.

### Geneza, projekt i budowa osiedla

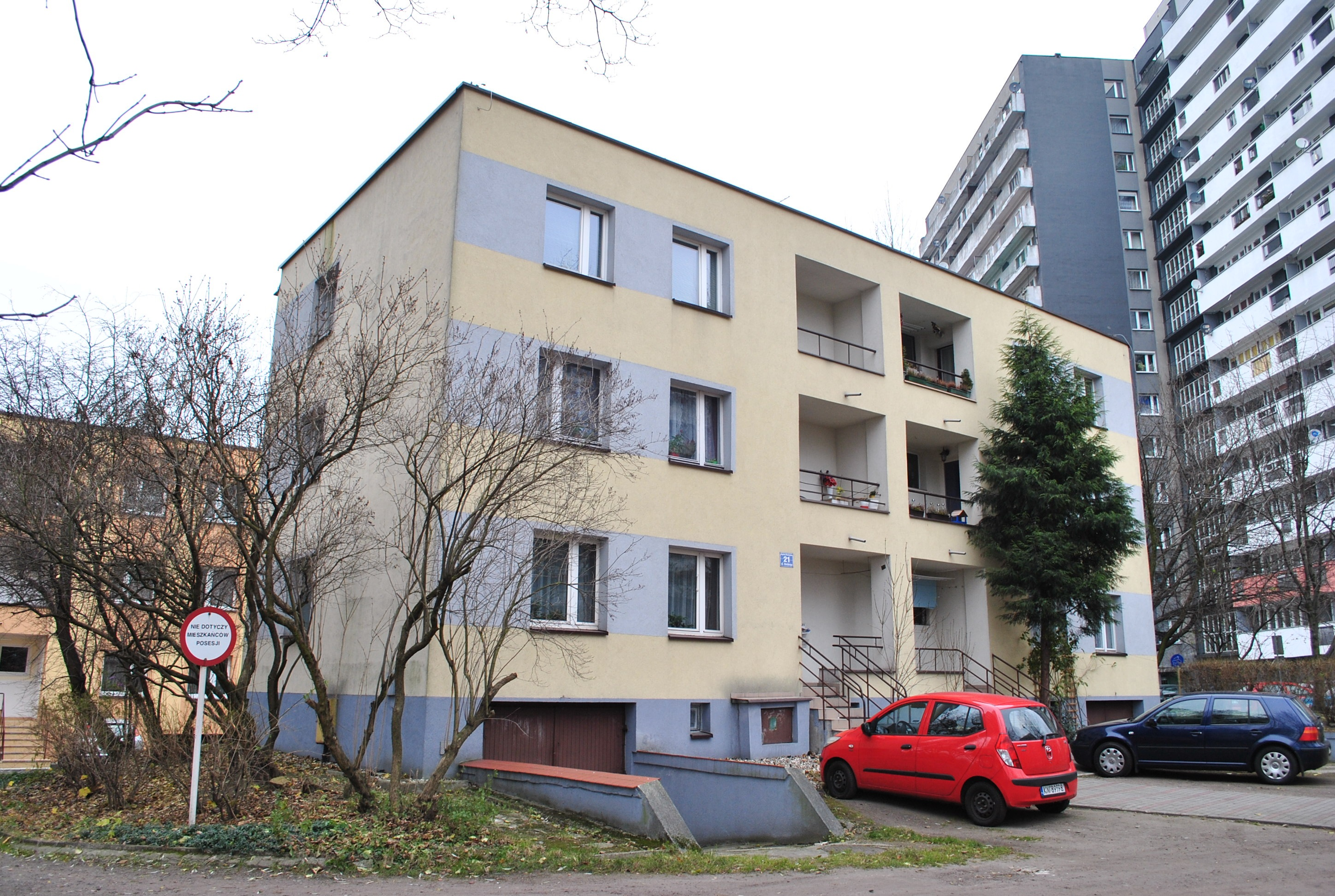
Pierwsze budynki osiedla Tysiąclecia Państwa Polskiego (przy ul. Bolesława Chrobrego; pośrodku i z lewej strony zdjęcia), wybudowane w latach 1958-1960

Obszar osiedla przed budową stanowiły głównie pola uprawne, a także znajdowały się tutaj pozostałości po zabudowie gospodarczej majątku ziemskiego oraz osiedle zamieszkane przez biednych mieszkańców miasta. Obszar był też zniekształcony przez szkody górnicze oraz utrzymywało się tutaj silnie zanieczyszczone powietrze. Jego atutem było natomiast jego bardzo dobre skomunikowanie . Decyzję o budowie nowego osiedla dla 20 tysięcy osób na pograniczu Katowic i Chorzowa podjęło 7 lipca 1959 roku Prezydium Wojewódzkiej Rady Narodowej. W późniejszym czasie docelowa liczba mieszkańców wzrosła do 30 tysięcy. Projekt osiedla miał być wybrany w konkursie, a ówczesny wojewoda Jerzy Ziętek zaznaczył, że to osiedle powinno mieć wzorcowe rozwiązania ekonomiczne, techniczne i przestrzenne. Do konkursu wysłano trzy prace, z czego do realizacji wybrano koncepcję Henryka Buszki, Aleksandra Franty, Mariana Dziewońskiego i Tadeusza Szewczyka z Wojewódzkiej Pracowni Projektów Budownictwa Ogólnego w Katowicach. Nadzór nad budową osiedla sprawowali w późniejszym czasie dwaj pierwsi architekci .
Lokalizację i ogólny charakter osiedla ukształtowały następujące czynniki:
- przeludnienie istniejącej tkanki mieszkaniowej;
- konieczność budowy nowego osiedla w centralnej części Górnośląskiego Okręgu Przemysłowego w celu obalenia mitu o deglomeracji regionu – nowe osiedla w czasach PRL-u budowano głównie w zewnętrznej części aglomeracji, jak np. Tychy i Pyskowice;
- szkody górnicze – wymusiły one budowę osiedla w dwóch grupach zabudowy;
- zanieczyszczenie powietrza – po opracowaniu studium warunków klimatycznych wymusiło to postawienie zabudowy wysokiej i punktowej w celu wyeliminowania zjawiska zastoin zagazowanego powietrza, a także inne rozwiązania architektoniczne, w tym ukierunkowanie dłuższych ścian na linii północ-południe oraz rezygnacja z funkcji mieszkalnej na najniższym poziomie wysokości osiedla[35] .

Pierwotny projekt z okresu 1956–1959 zakładał budowę osiedla o powierzchni 145 hektarów, a docelowo miało w nim zamieszkać 45 tysięcy mieszkańców. Osiedle to miało się składać z pięciu jednostek urbanistycznych – Osiedla Dolnego, Centrum Usług, Osiedla Centralnego, Osiedla Górnego i Osiedla Zachodniego. Wśród nich planowano zlokalizowanie również trzech ośrodków usługowych i trzech centrów edukacyjnych. Osiedle to, m.in. ze względu na sąsiedztwo ówczesnego Wojewódzkiego Parku Kultury i Wypoczynku, zaprojektowano jako miasto w mieście. Ze względu na liczne uskoki i nierówności spowodowane szkodami górniczymi, obszar osiedla poddano ekspertyzie Instytutu Organizacji i Mechanizacji Budownictwa, w wyniku której pozwolono na budowę 12-kondygnacyjnych budynków, które podwyższono na podstawie opinii Ministerstwa Gospodarki Komunalnej o dwie kondygnacje.
Budowę osiedla rozpoczęto w 1961 roku. Najwcześniej rozpoczęto budowę niskich budynków Osiedla Dolnego (w miejscu Bederowca i Sośniny), a później również wybudowano czternastokondygnacyjne budynki mieszkalne na około 25 tysięcy osób (łącznie z niską zabudową), dwie szkoły podstawowe, cztery przedszkola, żłobek, Dom Studenta oraz pawilony handlowe. Pierwsze mieszkania na osiedlu oddano do użytku w 1964 roku. Rozbudowa osiedla posuwała się w kierunku północno-zachodnim. W środkowej części osiedla powstało Centrum Usług z pawilonami handlowymi, a dalej Osiedle Górne, które zostało do 1982 rozbudowane o część Chorzowa (w miejscu osiedla Pstrowskiego w Klimzowcu), włączoną do Katowic w 1968 roku.

### Dalszy rozwój osiedla

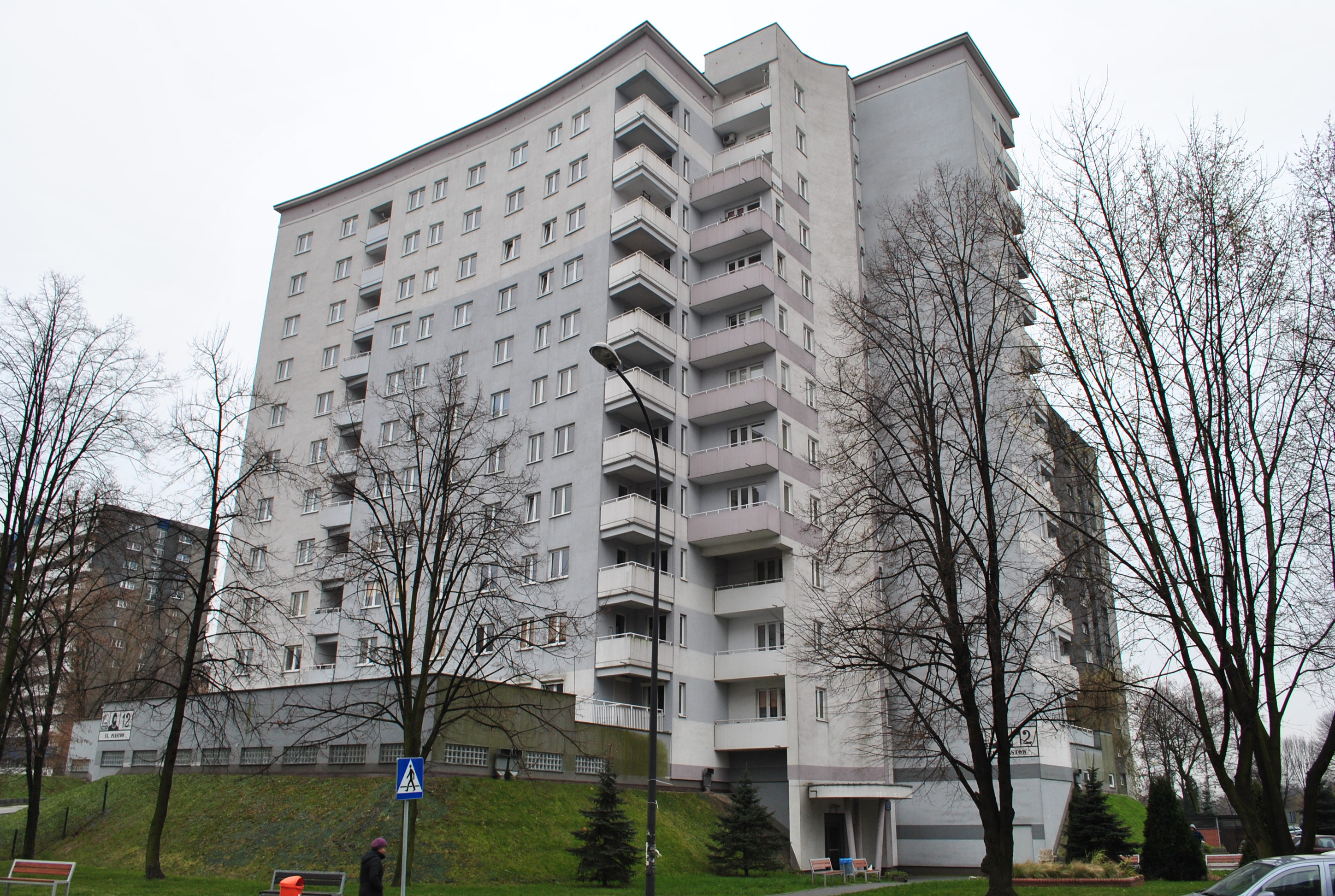
Budynek przy ulicy Piastów 12, oddany do użytku w 2006 roku

Pierwotne osiedle, ukończone w 1982 roku, było w późniejszym czasie stale zagęszczane przez nową zabudowę, która w różnym stopniu nawiązuje architektonicznie do reszty osiedla. W połowie lat osiemdziesiątych XX wieku w centralnej części osiedla rozpoczęto budowę pięciu nowych budynków mieszkalnych na około 4 tysięcy mieszkańców – Kukurydz, które są jedynymi z największych budynków mieszkalnych w Katowicach.

Według pierwotnych zamiarów na osiedlu nie miało być żadnego kościoła rzymskokatolickiego, dlatego też mieszkańcy przy wsparciu ówczesnego arcybiskupa Karola Wojtyły przez kilkanaście lat zabiegali o budowę kościoła. Ostatecznie, pod budowę kościoła wybrano teren przy Osiedlu Dolnym. Główni architekci osiedla pod koniec lat 70. XX wieku rozpoczęli prace projektowe nad kościołem pw. Podwyższenia Krzyża Świętego i Matki Bożej Uzdrowienia Chorych . W dniu 13 grudnia 1981 roku biskup katowicki Herbert Bednorz poświęcił kościół, natomiast 14 września 1991 roku został on konsekrowany przez biskupa Damiana Zimonia.

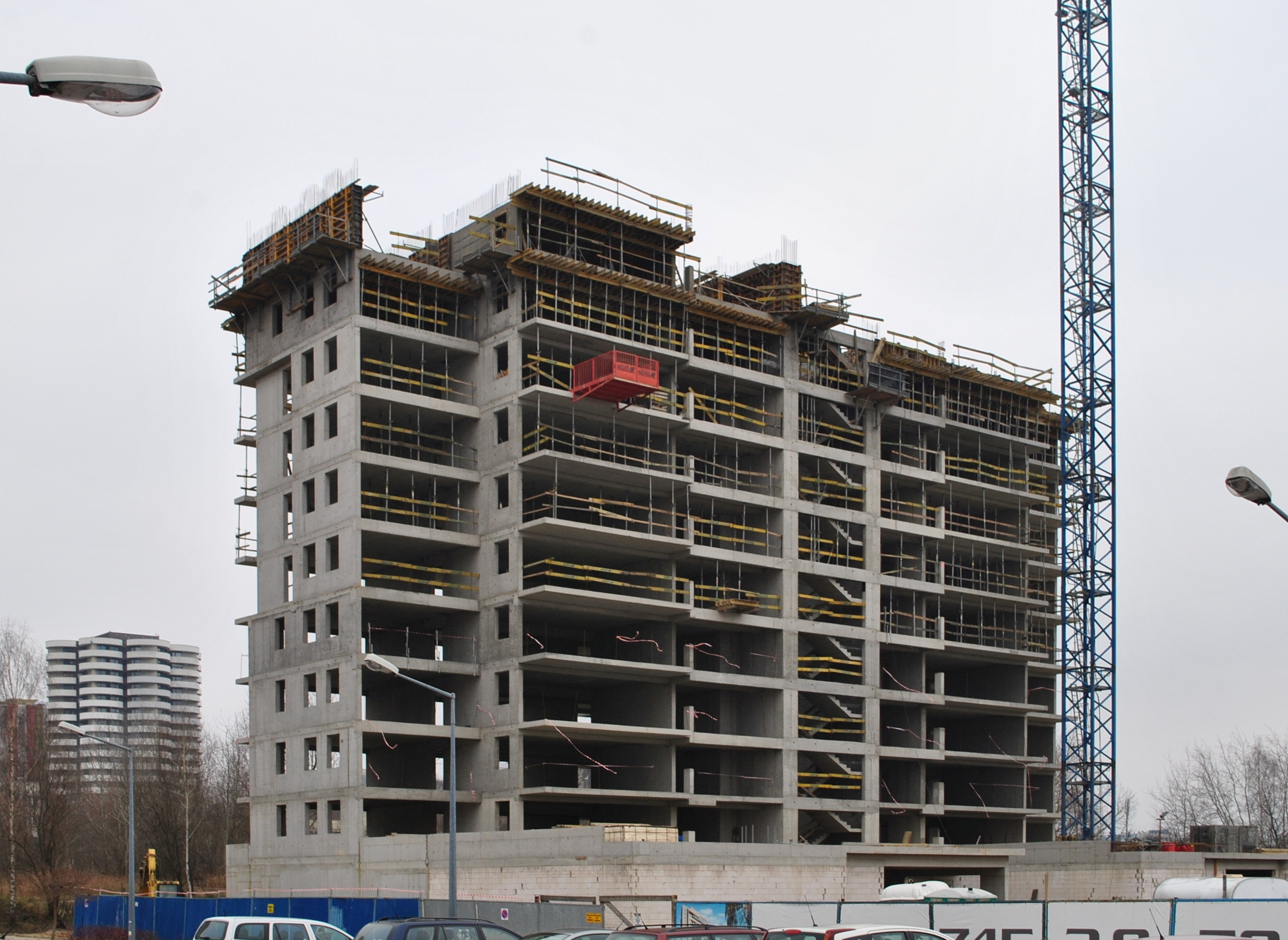
Pierwszy budynek kompleksu Nowe Tysiąclecie w trakcie budowy w listopadzie 2014 roku

W 1983 roku biskup Herbert Bednorz postanowił na Osiedlu Górnym utworzyć nową parafię. Budowę kościoła parafialnego (formalnie jako kaplicy) rozpoczęto 13 czerwca 1984 roku. Parafia ta została erygowana 1 września 1985 roku, a jej patronką została Matka Boska Piekarska. Kościół parafialny został konsekrowany 17 grudnia 1990 przez biskupa Damiana Zimonia.
Dalsza rozbudowa osiedla nastąpiła w XXI wieku. W 2006 roku przy ulicy Piastów 12 powstał czternastokondygnacyjny budynek mieszkalny SM Piast, natomiast w latach 2006–2009 przy alei Bolesława Krzywoustego 2, 4 i 6 krakowski deweloper Activ Investment wybudował dwa czternastokondygnacyjne apartamentowce Parkowa Strona Miasta wraz z parkingami podziemnymi i punktami usługowymi.
We wrześniu 2011 roku wzdłuż ulicy Chorzowskiej rozpoczęła się budowa zespołu budynków mieszkalnych Cztery Wieże. Realizacja ta przebiegała etapami – pierwszą z nich (Wieżę A) oddano do użytku w pierwszym kwartale 2014 roku, a cały kompleks ukończono do 2018 roku. Składa się on z 348 lokali mieszkalnych, a także z placówek handlowo-usługowych w przyziemiu. Przy ulicy Tysiąclecia w październiku 2013 roku rozpoczęła się budowa zespołu budynków mieszkalnych Nowe Tysiąclecie, składającego się z pięciu 11- i 17-kondygnacyjnych budynków z 573 lokalami mieszkalnymi. Ta inwestycja w całości została ukończona w 2019 roku.

## Demografia
Obszar dzielnicy Osiedle Tysiąclecia przed wybudowaniem osiedla Tysiąclecia Państwa Polskiego stanowiły głównie obszary rolne i leśne, stąd też nie był on gęsto zaludniony. Na tych terenach przed budową osiedla znajdowały się trzy osady: Bederowiec, Sośnina (obydwie w dawnej gminie Dąb) oraz osiedle W. Pstrowskiego (osiedle domów fińskich w Chorzowie-Klimzowcu). Pierwotne plany przewidywały, że osiedle Tysiąclecia zamieszka docelowo nawet 45 tysięcy mieszkańców na 145 hektarach, lecz późniejsze założenia zakładały już budowę osiedla przeznaczonego na 20 tysięcy osób, a docelowo do 30 tysięcy mieszkańców .
W granicach dzielnicy Osiedle Tysiąclecia, w 1988 roku mieszkało łącznie 27 620 osób. Wtedy to w strukturze ludności dominowały osoby w wieku 30-44 i 45-59 lat. W późniejszym okresie następował spadek liczby ludności – w 1997 roku dzielnica liczyła około 25 400 mieszkańców, a gęstość zaludnienia wynosiła 13 370 osób/km². W 2007 roku dzielnicę zamieszkiwało 23 501 osób, a gęstość zaludnienia wynosiła wówczas 12 480 osób/km², co oznaczało, że Osiedle Tysiąclecia było najgęściej zaludnioną dzielnicą Katowic (prawie siedmiokrotnie większa gęstość od średniej dla całych Katowic, która w 2007 roku wynosiła 1 916 osób/km²). Dominowały osoby w wieku 60 lat i więcej oraz 45-59, przez co Osiedle Tysiąclecia charakteryzuje się jednym z najwyższych udziałów liczby osób w wieku poprodukcyjnym spośród wszystkich dzielnic Katowic.
Według prognoz w wariancie pesymistycznym w 2020 roku na Osiedlu Tysiąclecia miało mieszkać 20 724, a w 2030 roku – 17 710 osób. W wariancie optymistycznym liczba ludności miała wynieść w 2020 roku – 20 978, a w 2030 roku – 18 248 osób. W prognozie uwzględniającej saldo migracji szacowano wzrost liczby osób w dzielnicy wynikający zwłaszcza z nowych inwestycji w budownictwo mieszkaniowe, lecz w późniejszych latach prognozuje się spadek liczby mieszkańców faktycznie zamieszkałej. Według tej prognozy w 2020 liczba ludności osiedla miała wynieść 27 922 osób, a w 2030 – 25 346.

## Polityka i administracja

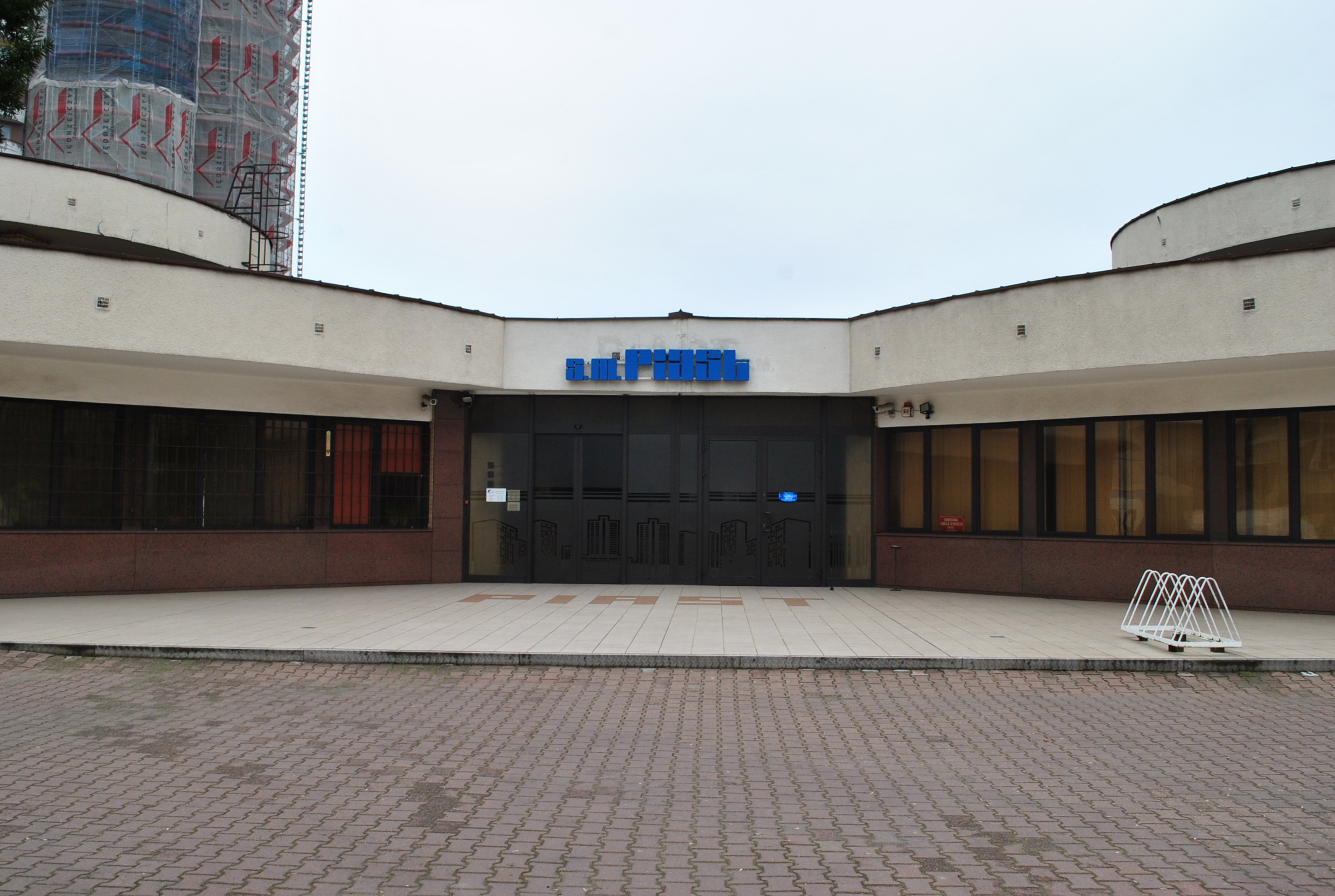
Siedziba Spółdzielni Mieszkaniowej Piast przy ul. Zawiszy Czarnego 8

W dniu 1 stycznia 1992 roku w Katowicach utworzono 22 Pomocnicze Jednostki Samorządowe. Na podstawie Uchwały nr XLVI/449/97 Rady Miejskiej Katowic z dnia 29 września 1997 roku Osiedle Tysiąclecia jest statutową dzielnicą w zespole dzielnic północnych i stanowi jednostkę pomocniczą nr 9. Uchwała wytyczyła równocześnie jej dokładne granice.
W dzielnicy funkcjonuje Rada Dzielnicy nr 9 Osiedle Tysiąclecia, posiadająca statut od 30 lipca 2015 roku. Pierwsze wybory do Rady odbyły się 29 listopada 2015 roku. Rada Dzielnicy składa się z 21 radnych wybieranych na 4-letnią kadencję. Organem wykonawczym Rady jest Zarząd Dzielnicy. Przewodniczącym ówczesnej Rady Jednostki Pomocniczej w kadencji 2015–2019 był Zdzisław Czenczek, natomiast Przewodniczącą Zarządu Barbara Bańska. W wyborach do Rady Miasta Katowic dzielnica należy do okręgu nr 4 (Osiedle Tysiąclecia, Dąb, Załęże, Osiedle Witosa, Załęska Hałda-Brynów część zachodnia). W latach 2010–2014 okręg ten miał 6 przedstawicieli w Radzie Miasta.
Znaczna część osiedla Tysiąclecia jest zarządzana przez Spółdzielnię Mieszkaniową „Piast”. Spółdzielnia ta powstała 14 czerwca 1983 roku, przejmując w zarząd osiedle od Spółdzielni Mieszkaniowej „Górnik”, która zarządzała kilkoma osiedlami na terenie Katowic. Pierwsze działania spółdzielni po powstaniu były nakierowane na usuwanie wad technologicznych powstałych podczas budowy obiektów. Prócz remontów wybudowano infrastrukturę towarzyszącą, w tym kompleksy zieleni urządzonej.
Siedziba Spółdzielni Mieszkaniowej Piast znajduje się przy ul. Zawiszy Czarnego 8, w sąsiedztwie Kukurydz. W 2010 roku zarządzała ona łącznie 56 budynkami mieszkalnymi (w tym 43 na terenie dzielnicy; łącznie 8 071 lokalami mieszkalnymi), a także Spółdzielczym Ośrodkiem Kultury, znajdującym się w siedzibie spółdzielni. Osiedle to posiada dwie administracje:
1. Tysiąclecie Dolne – 26 budynków mieszkalnych (łącznie 4 412 mieszkań) i 11 pawilonów handlowo-usługowych (144 lokale usługowe),
2. Tysiąclecie Górne – 17 budynków mieszkalnych (łącznie 3 400 mieszkań) i 3 pawilony handlowo-usługowe (122 lokale usługowe).

## Gospodarka

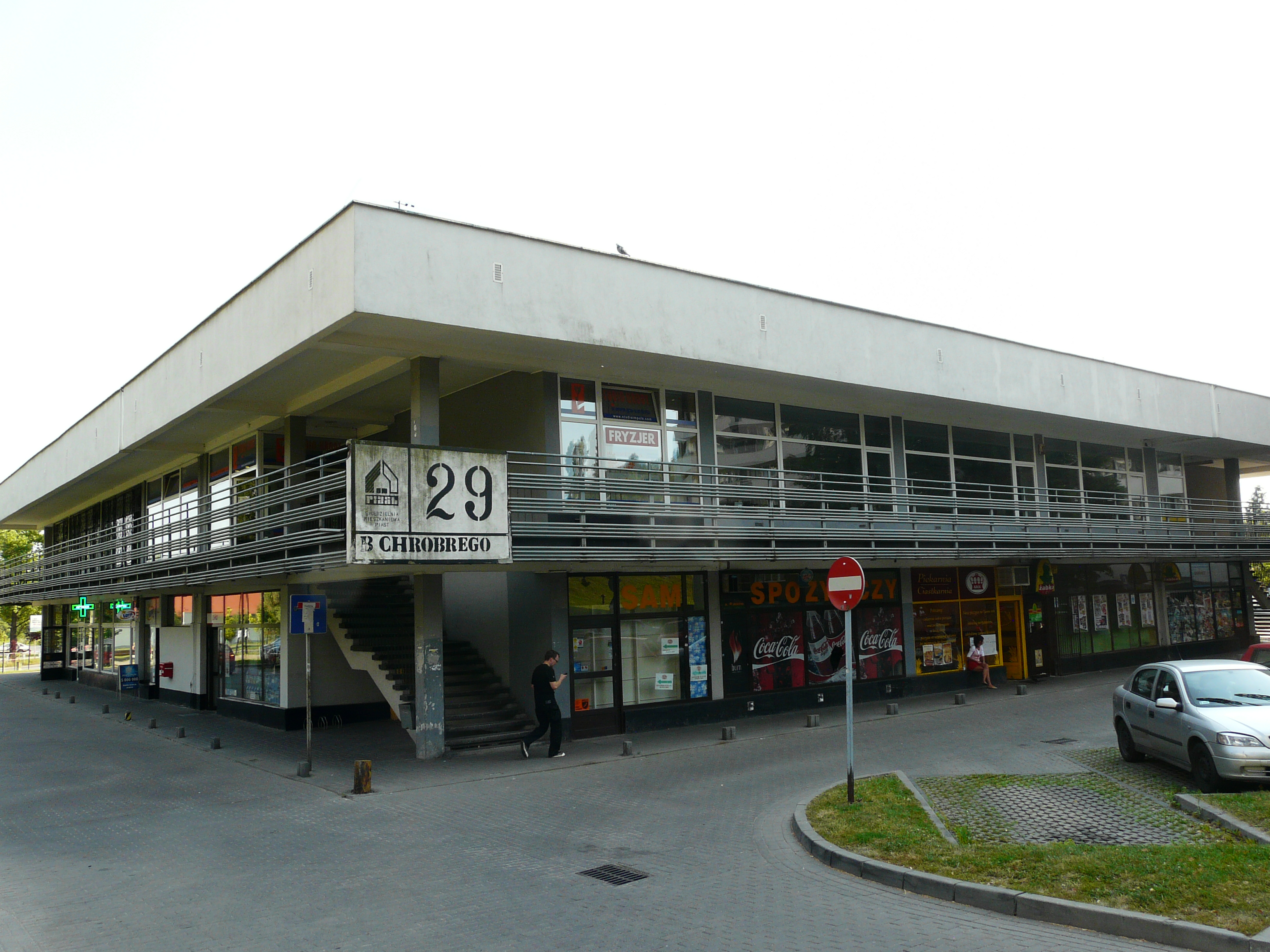
Pawilon handlowo-usługowy przy ul. Bolesława Chrobrego

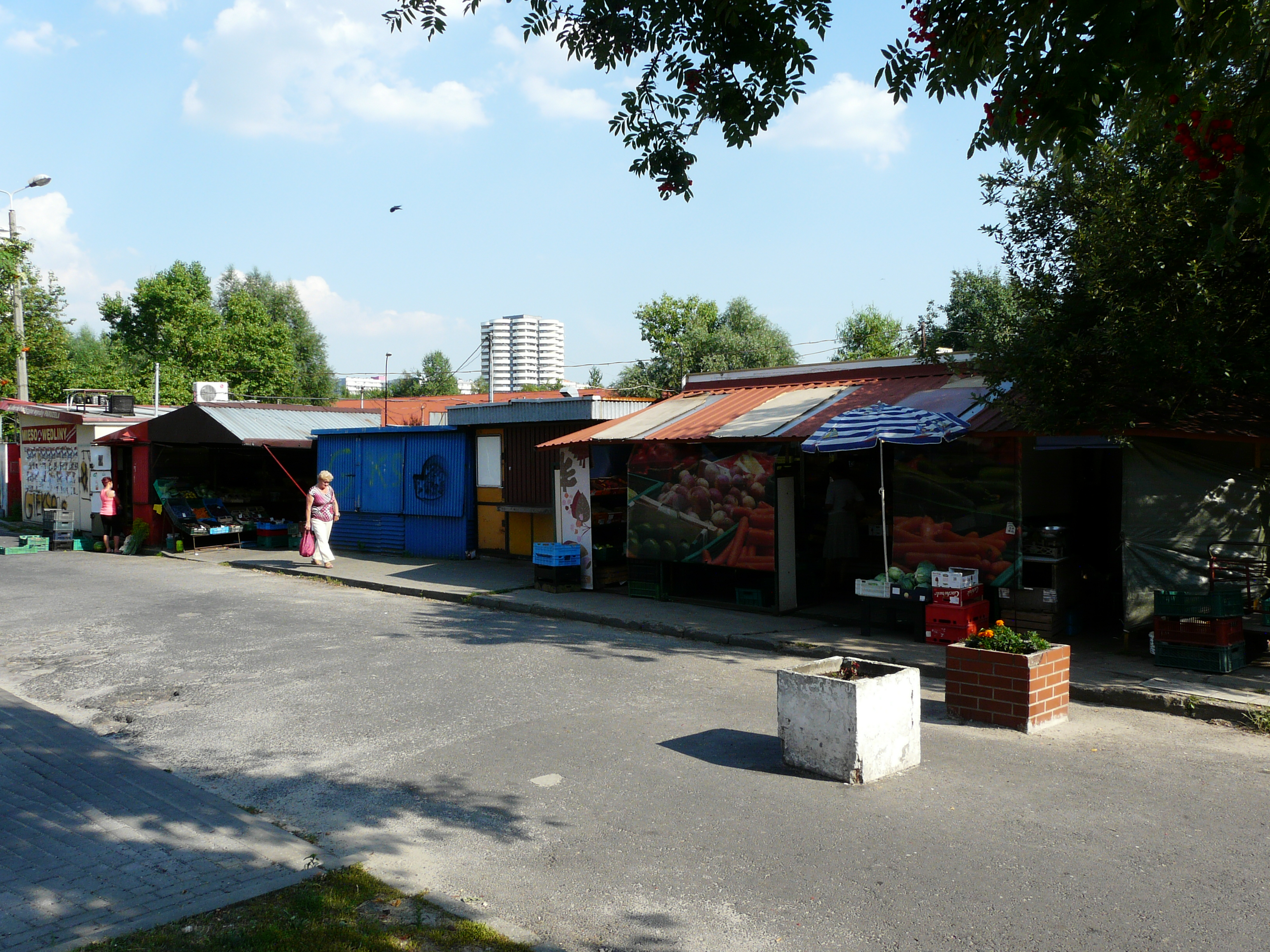
Targowisko przy ul. Chrobrego

Działalność gospodarcza osiedla Tysiąclecia, z racji jego wybitnie mieszkaniowego charakteru, ogranicza się głównie do handlu i usług skierowanych na zaspokajanie potrzeb mieszkańców. Już przy jego planowaniu zdecydowano o budowie czterech ośrodków usługowych. W latach 60. na osiedlu Tysiąclecia Dolnym powstały trzy pawilony handlowo-usługowe, składające się z dziesięciu punktów (w tym zakład fotograficzny, krawiec oraz gabinet kosmetyczny), dwóch barów mlecznych, kawiarni i restauracji Adria. Między Tysiącleciem Dolnym i Górnym zlokalizowano Centrum Usług, w którym działały m.in. sklep obuwniczy, sklep rybny, księgarnia oraz kawiarnia. Pawilony usługowo-handlowe powstały również na Tysiącleciu Górnym.
Na Osiedlu Tysiąclecia znajdują się trzy ośrodki usługowe o zasięgu lokalnym, których stopień zagospodarowania jest zróżnicowany w zależności od wielkości obsługiwanego obszaru. Mają one formę kompozycji rozproszonych placówek swobodnie powiązanych z zielenią. Są to:
- Osiedle Dolne (rejon al. Krzywoustego, Piastów, Mieszka I i Tysiąclecia) – usługi: handel, przedszkole, szkoła podstawowa, gimnazjum, dom kultury, biblioteka, kościół, zieleń i obiekty rekreacyjne oraz przystanki komunikacji miejskiej[61],
- Osiedle Centralne (ul. Zawiszy Czarnego, Chrobrego i Tysiąclecia) – usługi: handel, przedszkole, szkoła podstawowa, gimnazjum, dom kultury, biblioteka, kościół, zieleń i obiekty rekreacyjne oraz przystanki komunikacji miejskiej[61],
- Osiedle Górne (ul. Ułańska i Tysiąclecia) – usługi: handel, kościół, zieleń i obiekty rekreacyjne oraz przystanki komunikacji miejskiej[61].

Ze względu na mieszkaniowy charakter dzielnicy Osiedle Tysiąclecia, występuje tu duża sieć sklepów różnych branż, głównie małe sklepy należące do osób prywatnych oraz dyskonty, zaś przy granicach dzielnicy funkcjonują też dwa duże centra handlowe – Auchan Katowice w Załężu i AKS w Chorzowie. W 2017 przy ul. Ułańskiej został otwarty pasaż handlowy Tauzen Park, w którym działa kilka sklepów popularnych marek, zlokalizowano tam także siłownię. Spośród sklepów dyskontowych i supermarketów, według stanu z połowy 2021 roku, na terenie dzielnicy zlokalizowane są następujące obiekty:
- Aldi (ul. Ułańska 6)[62],
- Biedronka (2 sklepy: ul. Zawiszy Czarnego 8 i ul. Ułańska 10)[63],
- Lidl (ul. Bolesława Chrobrego 3)[64],
- Stokrotka (ul. Zawiszy Czarnego 16)[65],
- Tedi (ul. Ułańska 8).

## Infrastruktura techniczna

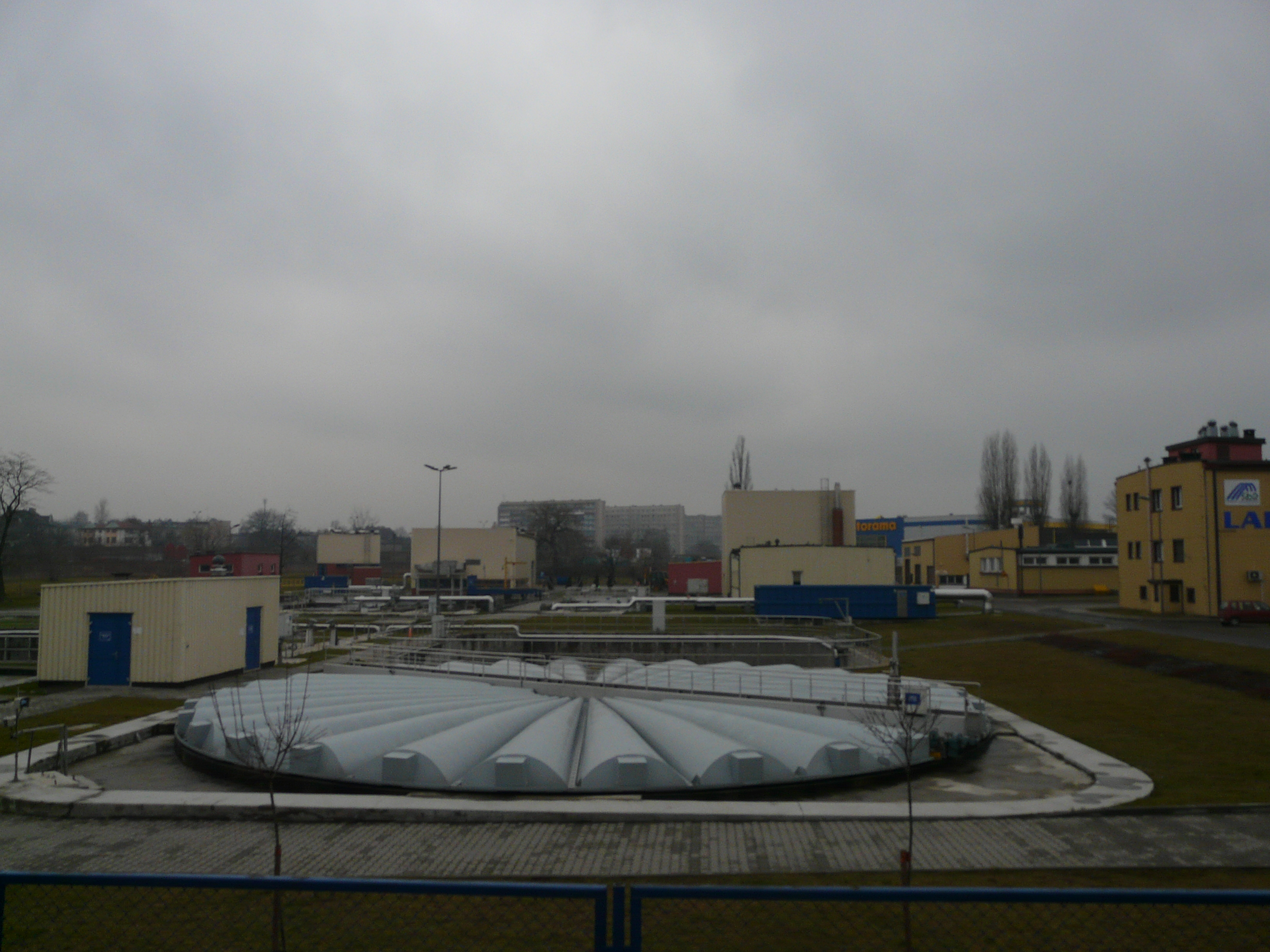
Oczyszczalnia ścieków Klimzowiec

Głównymi źródłami wody dla mieszkańców dzielnicy są ujęcia powierzchniowe na Wiśle (Jezioro Goczałkowickie) i Sole (Jezioro Czanieckie). Woda ze Stacji Uzdatniania Wody jest rozprowadzana poprzez wodociągi magistralne oraz rozdzielcze. W pobliżu osiedla Tysiąclecia przebiega rurociąg przesyłowy magistrali zachodniej DN 1400 mm, który łączy zbiornik wyrównawczy Murcki ze zbiornikiem Bytków. Zaopatrzeniem wody zajmują się Górnośląskie Przedsiębiorstwo Wodociągów oraz Katowickie Wodociągi.
Sieć kanalizacyjna jest zarządzana przez spółkę Katowickie Wodociągi. Dolne Tysiąclecie jest położone w zlewni oczyszczalni ścieków Centrum-Gigablok, do której dociera kanalizacja ogólnospławna, natomiast Tysiąclecie Górne znajduje się w dorzeczu oczyszczalni Klimzowiec, będącej w zarządzie Chorzowsko-Świętochłowickiego Przedsiębiorstwa Wodociągów i Kanalizacji, której wschodnia część znajduje się w południowo-zachodniej części dzielnicy. Zachodnia część oczyszczalni jest położona w Chorzowie, gdzie następuje proces mechanicznego oczyszczania ścieków, natomiast po stronie Katowic następuje biologiczny proces usuwania odpadów. Oczyszczalnia, której początki sięgają lat międzywojennych, jest jednym z największych tego typu obiektów w Polsce, który obsługuje około 200 tysięcy mieszkańców.
Zaopatrzenie w energię elektryczną mieszkańców osiedla Tysiąclecia odbywa się poprzez sieć wysokiego napięcia 110 kV, łączącą je z pobliskimi elektrowniami. Przy ul. Tysiąclecia zlokalizowana jest stacja elektroenergetyczna Klimzowiec o poziomie transformacji wynoszącej 110/6 kV. Średnie zużycie energii elektrycznej na jedno gospodarstwo domowe w Katowicach wynosiło w 2006 roku 865,7 kWh. Od roku 2015 parkingi dla mieszkańców na osiedlu Tysiąclecia zabezpieczone są za pomocą systemu RFID, czyli połączonego bezobsługowego systemu składającego się z czujników przyklejanych na szybach samochodów mieszkańców oraz systemów czytników z antenami połączonych z automatycznymi szlabanami.

## Transport

### Transport drogowy

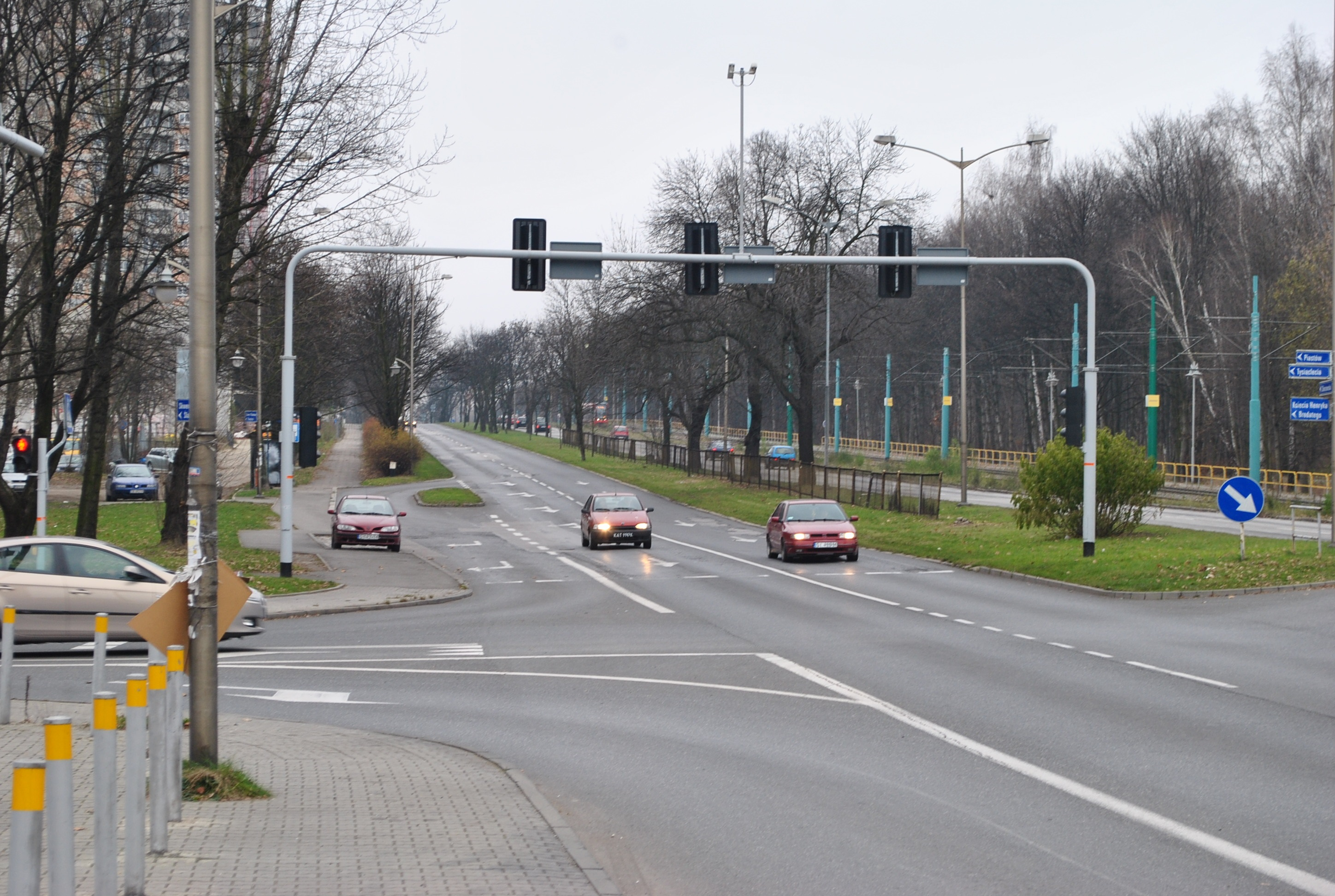
Ul. Chorzowska na wysokości ronda Henryka Sławika

Układ komunikacyjny wewnątrz osiedla Tysiąclecia stanowią ulice będące obwodnicami dla Tysiąclecia Dolnego i Górnego, a pomiędzy nimi znajdują się ronda, natomiast wewnątrz tych układów przeważają ciągi pieszo-rowerowe. W Osiedlu Dolnym do głównych ciągów komunikacyjnych należą ul. Piastów oraz Tysiąclecia. Ta druga prowadzi dalej od ronda Henryka Sławika przy ul. Chorzowskiej na wysokości „Żyrafy” do Chorzowa (Klimzowca), gdzie łączy się z aleją Wojska Polskiego. W Górnym Tysiącleciu inne główne ciągi to ul. Bolesława Chrobrego oraz Ułańska. Główne trakty pieszo-rowerowe na Tysiącleciu Dolnym to al. Bolesława Krzywoustego, natomiast na Tysiącleciu Górnym al. Księżnej Jadwigi Śląskiej oraz al. Księcia Henryka Pobożnego.
Osiedle Tysiąclecia w Katowicach jest bardzo dobrze skomunikowane z resztą regionu. Otaczają je dwie ważne dla Górnośląsko-Zagłębiowskiej Metropolii arterie komunikacyjne: Drogowa Trasa Średnicowa (Trasa im. Nikodema i Józefa Renców; w pobliżu południowej granicy dzielnicy) i droga krajowa nr 79 (ul. Chorzowska; północna granica Osiedla Tysiąclecia). Drogi te są połączone z ul. Bracką i ul. Feliksa Bocheńskiego i dalej na południe z autostradą A4 w duży węzeł drogowy.
W powiązaniach wewnątrzmiejskich Osiedle Tysiąclecia ma bardzo dobre połączenia ze Śródmieściem (wzdłuż ul. Chorzowskiej i Trasy im. Nikodema i Józefa Renców), a także z ościennymi dzielnicami, oraz wzdłuż głównych dróg z m.in. Bogucicami, Koszutką, Giszowcem i Szopienicami-Burowcem.

### Miejski transport zbiorowy

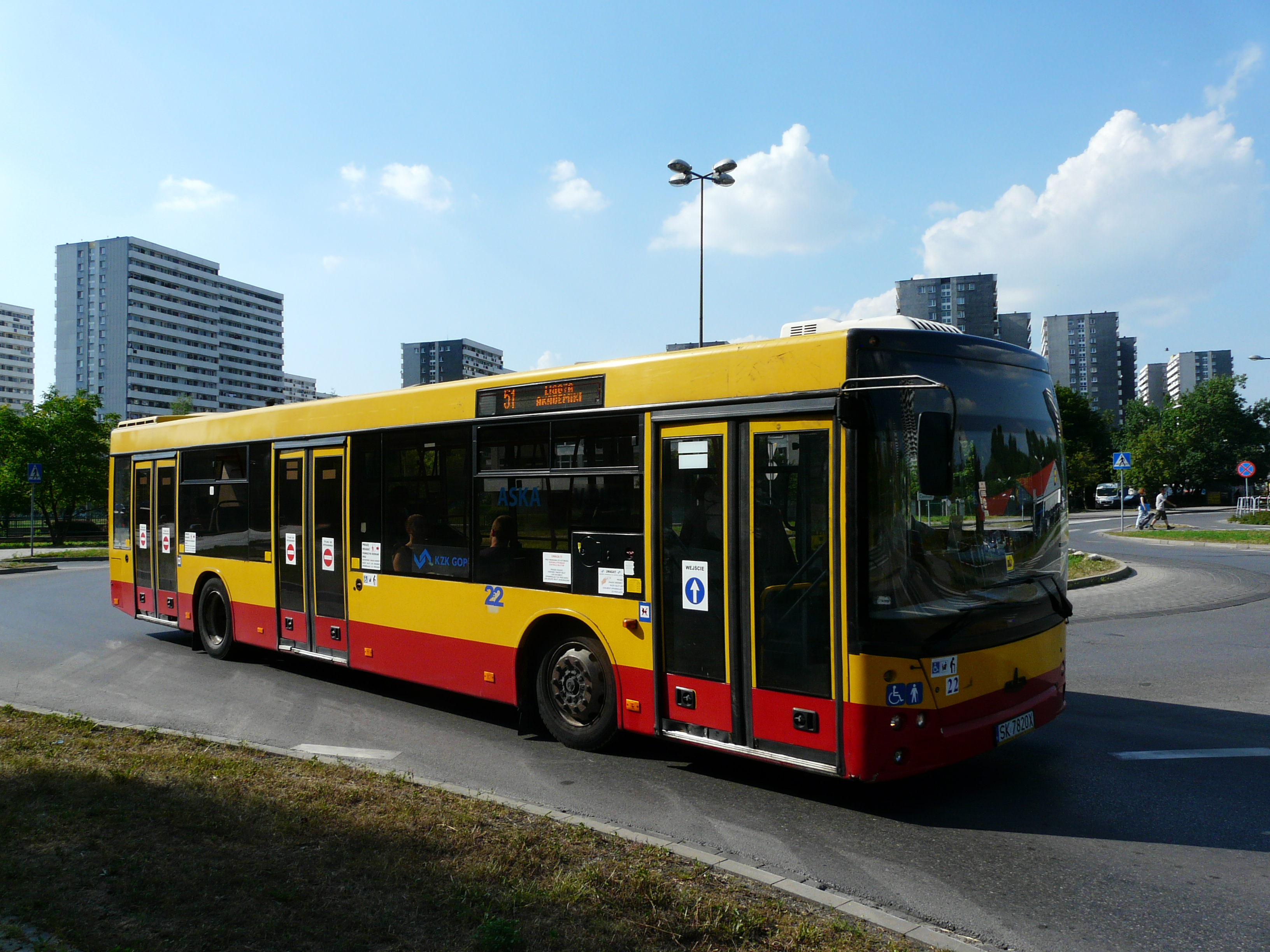
Autobus linii 51 na rondzie Sybiraków

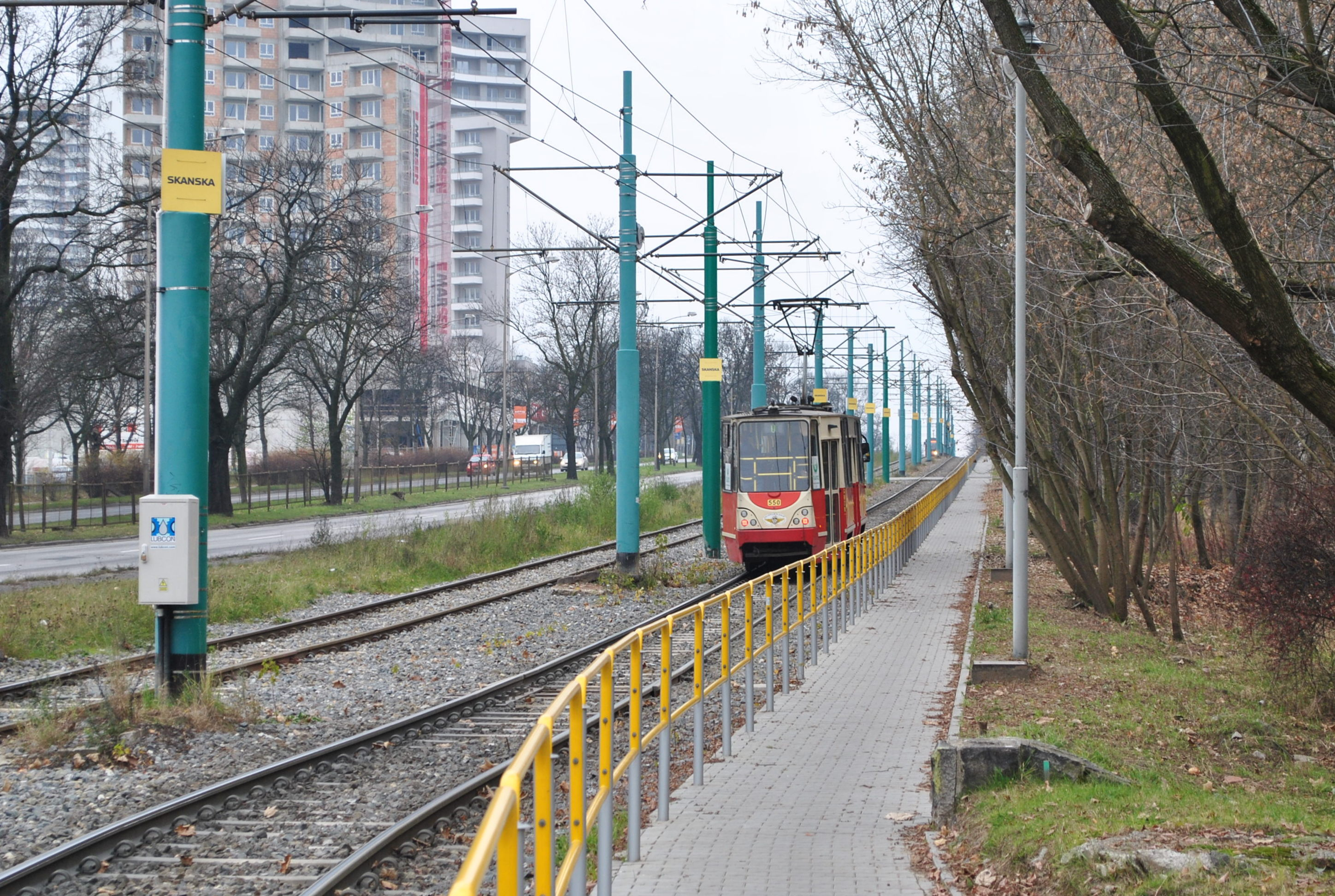
Konstal 105Na na linii tramwajowej wzdłuż ul. Chorzowskiej

Transport miejski na obszarze dzielnicy funkcjonuje w formie tramwajów i autobusów. Brak jest natomiast komunikacji kolejowej. Linie tramwajowe i autobusowe są obsługiwane na zlecenie Zarządu Transportu Metropolitalnego (ZTM). Na terenie dzielnicy Osiedle Tysiąclecia znajduje się 16 przystanków, z czego 4 to przystanki tramwajowe, a 10 to przystanki autobusowe (w tym przystanek przy pętli na Tysiącleciu Górnym). Linie autobusowe kursują głównymi ulicami osiedla, natomiast linia tramwajowa biegnie równolegle do ulicy Chorzowskiej, na wydzielonym torowisku. Główne ciągi komunikacji miejskiej w dzielnicy to:
- ul. Chorzowska (Tysiąclecie Dolne i Górne) – 5 linii autobusowych (6, 830, 840, 840N, M3) oraz 6 linii tramwajowych (0, 6, 11, 19 i 23); ciąg ten ma charakter głównie ponadmiejski, skąd główne kierunki połączeń to Śródmieście Katowic, Chorzów, Bytom, Tarnowskie Góry i Gliwice, linie autobusowe obsługują tylko Tysiąclecie Dolne,
- ul. Tysiąclecia między ul. Piastów a ul. Mieszka I (Tysiąclecie Dolne) – 9 linii autobusowych (linie: 7, 7N, 23, 51, 109, 138, 673, 674, M24); głównie linie wewnątrzmiejskie,
- ul. Piastów (Tysiąclecie Dolne) – 2 linie autobusowe (linie: 51 i 138),
- ul. Mieszka I (Tysiąclecie Dolne) – 4 linie autobusowe (linie: 7, 7N, 109, M24),
- ul. Tysiąclecia pomiędzy ul. Mieszka I a ul. Ułańską, powrót ul. Ułańską i ul. Bolesława Chrobrego (Tysiąclecie Górne) – 5 linii (linie: 23, 51, 138, 673 i 674); głównie linie wewnątrzmiejskie.

Na pętli autobusowej Tysiąclecie początek i koniec trasy oprócz linii 51, 138, 673 i 674 ma także linia autobusowa 165, obsługująca przede wszystkim Chorzów.
Początki sieci tramwajowej na terenie dzielnicy sięgają czasów na długo przed budową osiedla, tj. końca XIX wieku. Wtedy to o koncesję na budowę wąskotorowej linii tramwaju parowego na trasie Królewska Huta – Dąb – Katowice – Wełnowiec – Huta Laura (Siemianowice Śląskie) wystąpiła berlińska spółka Kramer & Co., którą uzyskała 23 marca 1896 roku. W tym samym roku wybudowano odcinek Katowice (na wysokości obecnego ronda Jerzego Ziętka) – Wełnowiec – Huta Laura, natomiast dwa lata później rozpoczęto budowę linii tramwajowej Katowice (Rynek) – Dąb – Królewska Huta, którą ukończono w sierpniu, a uruchomiono 25 listopada 1898 roku. Trasa na terenie Osiedla Tysiąclecia aż do 1940 roku pozostała wąskotorowa, kiedy to na odcinku Katowice Rynek – Dąb – Chorzów Rynek oddano do użytku trasę normalnotorową. Po 1989 roku rozpoczęto prace modernizacyjne sieci tramwajowej na terenie dzielnicy, głównie w ramach projektu współfinansowanego ze środków Unii Europejskiej. Wśród zadań modernizacyjnych planowano przebudowę trasy na odcinku Wesołe Miasteczko – Stadion Śląski (zadanie nr 1). Prace budowlane rozpoczęły się pod koniec marca 2013 roku, a ruch po nowych torach w obydwu kierunkach trwa od sierpnia 2014 roku. Prace modernizacyjne zakończono do 2015 roku.

## Architektura

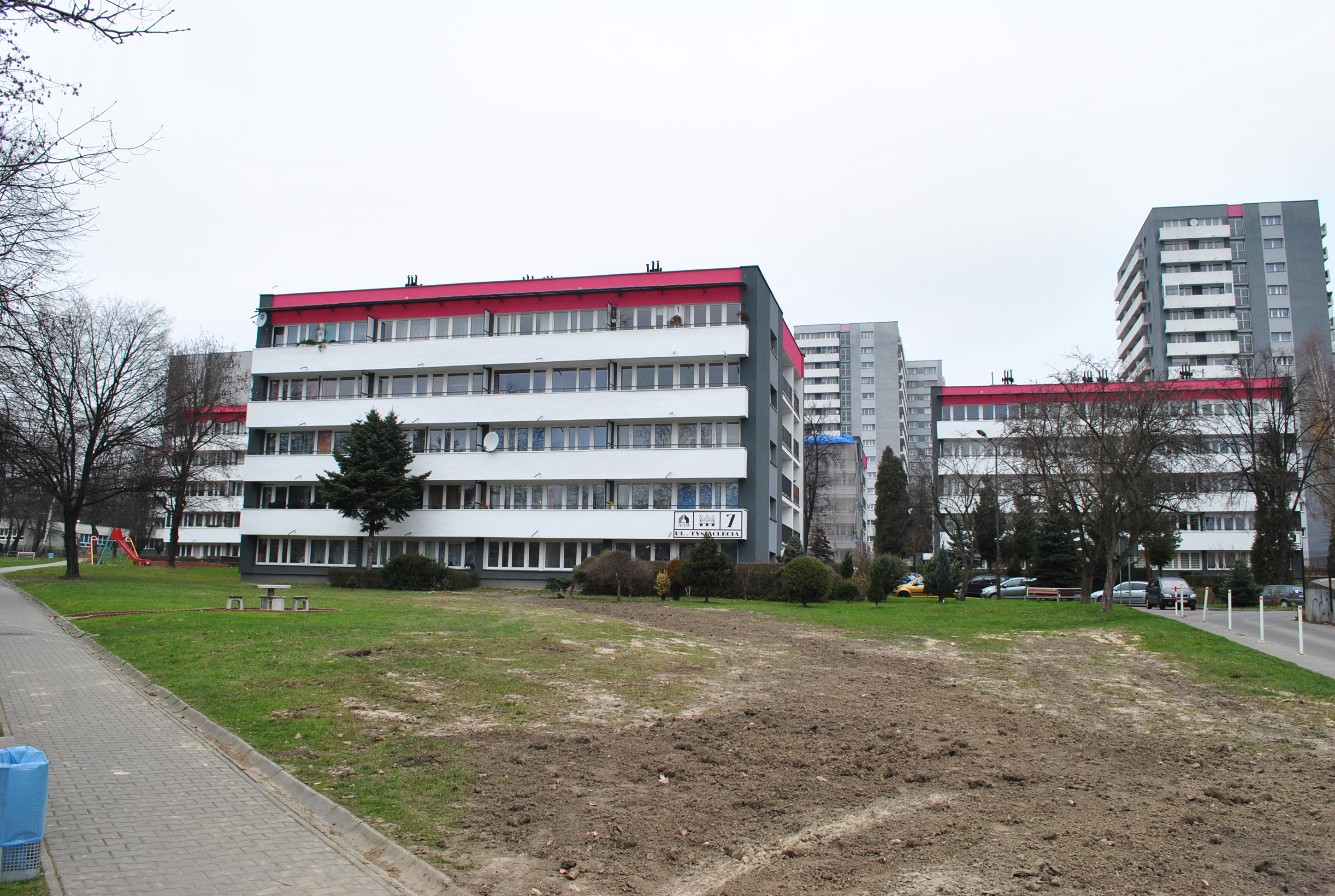
Niskie bloki przy al. Bolesława Krzywoustego na Tysiącleciu Dolnym

Osiedle Tysiąclecia składa się z wysokich (14-, 19- i 24-kondygnacyjnych) bloków mieszkalnych mierzących po kilkadziesiąt metrów wysokości oraz niższych budynków powstałych w pierwszej fazie budowy osiedla (na tzw. Dolnym Tysiącleciu; budynki 5-kondygnacyjne). W 2010 roku najwyższymi budynkami na tym osiedlu były Kukurydze – mierzące po 87 metrów (25 pięter), będące również najwyższymi budynkami mieszkalnymi w Polsce wybudowanymi poza Warszawą. Brak jest tutaj obiektów historycznych oraz zabytkowych.

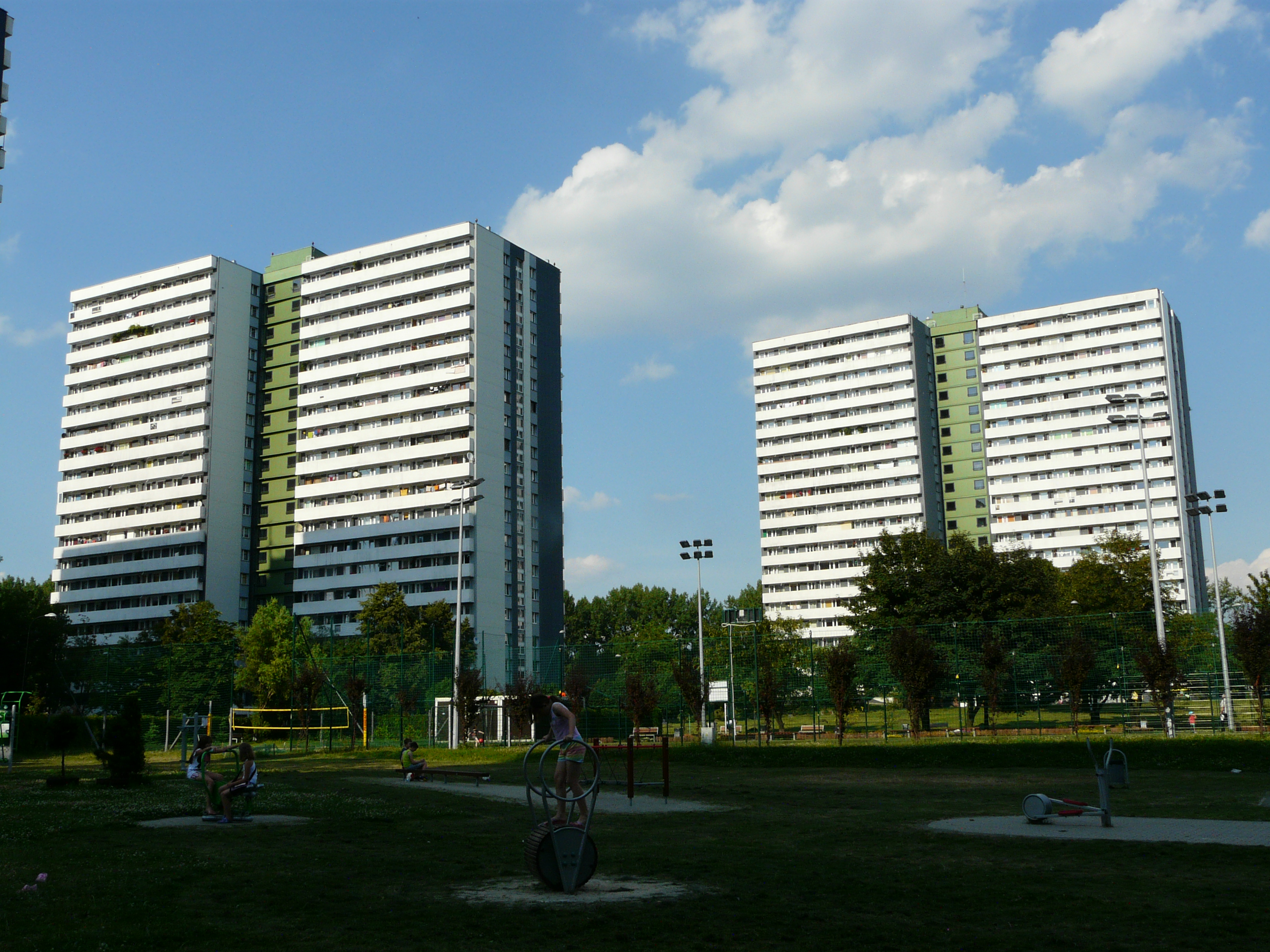
Wysokie bloki przy ul. Ułańskiej na Tysiącleciu Górnym

Osiedle im. Tysiąclecia Państwa Polskiego, powstałe w latach 1961–1982 oraz później rozbudowane, zostało zaprojektowane przez czterech architektów: Henryka Buszko, Aleksandra Frantę, Mariana Dziewońskiego i Tadeusza Szewczyka. W 2006 roku na osiedlu znajdywały się 43 budynki mieszkalne zarządzane przez Spółdzielnię Mieszkaniową „Piast”, 3 budynki Spółdzielni Mieszkaniowej „Wspólna Praca”, natomiast resztę stanowiły wspólnoty mieszkaniowe. Całe osiedle wchodzi w skład dwóch głównych grup: Osiedla Dolnego i Górnego, pomiędzy którymi powstała w późniejszym czasie nowsza zabudowa, tj. Kukurydze, Piastów 12, Parkowa Strona Miasta oraz powstałe później Cztery Wieże i Nowe Tysiąclecie. Udział powierzchni zabudowanej w powierzchni terenu całego osiedla wynosi 18%, wskaźnik intensywności zabudowy (netto) – 0,87 WIZ; średnia ważona liczby kondygnacji to 4,83.

Osiedle pod względem urbanistycznym charakteryzuje się obecnością wewnętrznego systemu komunikacyjnego, który stanowią obwodnice dla Osiedla Dolnego i Górnego, a pomiędzy nimi zaprojektowano ronda. Układ bloków ze względu na tektonikę i ukształtowanie terenu jest niejednolity i dostosowany do specyfiki terenu – bloki przy ul. Mieszka I są rozmieszczone w układzie grzebieniowym, a przy ul. Tysiąclecia w układzie gniazdowym. Budynki są rozmieszczone w dużej odległości od siebie (nie mniejszej niż 50 metrów), a wnętrze osiedla ma swobodno-parkowy układ.

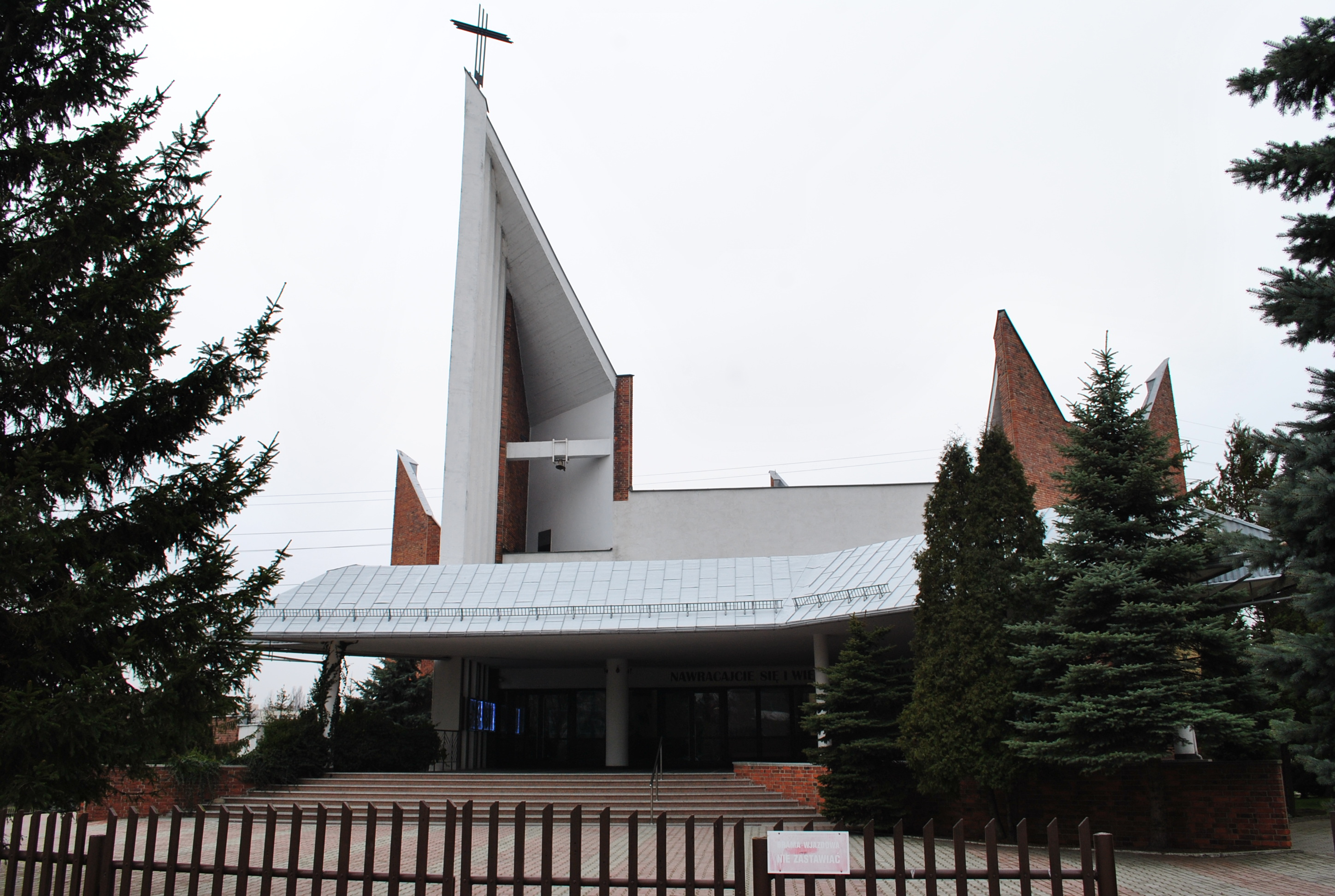
Kościół pw. Matki Bożej Piekarskiej

Nowa zabudowa osiedla wzbudza krytykę ze względu na zaburzenie dotychczasowych układów architektonicznego oraz urbanistycznego dzielnicy. Z tego powodu jeden z architektów osiedla, Aleksander Franta, wytoczył w 2007 rozprawę w sądzie przeciwko gminie Katowice za naruszenie praw autorskich przy wydaniu pozwolenia na budowę nowych obiektów. Osiedle według autora stanowi utwór architektoniczno-urbanistyczny w rozumieniu prawa autorskiego, a zatem z zasady ochrony integralności utworu wynika zakaz wnoszenia do niego zmian przez właścicieli nieruchomości bez zgody twórcy. Urząd Miasta stał natomiast na stanowisku, że z prawa nie wynika obowiązek sprawdzania, czy projekt budowlany nie narusza praw autorskich.
Charakterystycznym elementem osiedla są dwa kościoły zaprojektowane przez architektów całego osiedla: Henryka Buszko i Aleksandra Frantę. Są to:
- Kościół pw. Podwyższenia Krzyża Świętego i Matki Bożej Uzdrowienia Chorych na Tysiącleciu Dolnym,
- Kościół pw. Matki Bożej Piekarskiej na Tysiącleciu Górnym.

W celu uporządkowania zaburzonego przez nową zabudowę układu osiedla, 22 czerwca 2011 roku Rada Miasta Katowice uchwaliła miejscowy plan zagospodarowania przestrzennego, obejmujący teren osiedla Tysiąclecia oraz północny fragment Załęża. Plan ten ma chronić tereny miejskie oraz spółdzielni mieszkaniowej przed nowymi inwestycjami mieszkaniowymi w obrębie osiedla.
| Spis budynków (min. 12 kondygnacji) | Spis budynków (min. 12 kondygnacji)      | Spis budynków (min. 12 kondygnacji) | Spis budynków (min. 12 kondygnacji)          |
| Nr                                  | Położenie                                | Piętra                              | Administracja / Inwestor                     |
| ----------------------------------- | ---------------------------------------- | ----------------------------------- | -------------------------------------------- |
| 1                                   | Katowice, al. Bolesława Krzywoustego 2   | 12                                  | WMN Parkowa Strona Miasta / Activ Investment |
| 2                                   | Katowice, al. Bolesława Krzywoustego 4-6 | 12                                  | WMN Parkowa Strona Miasta / Activ Investment |
| 3                                   | Katowice, ul. Chorzowska 216             | 17+3                                | WMN 4 Wieże Segment A / Activ Investment     |
| 4                                   | Katowice, ul. Chorzowska 214             | 17+3                                | WMN 4 Wieże Segment B / Activ Investment     |
| 5                                   | Katowice, ul. Chorzowska 212             | 17+3                                | WMN 4 Wieże Segment C / Activ Investment     |
| 6                                   | Katowice, ul. Chorzowska (bud.)          | 17+3                                | Activ Investment                             |
| 7                                   | Katowice, ul. Chrobrego 2                | 19 + 1                              | SM Piast                                     |
| 8                                   | Katowice, ul. Chrobrego 9                | 14 + 1                              | SM Piast                                     |
| 9                                   | Katowice, ul. Chrobrego 13               | 14 + 1                              | SM Piast                                     |
| 10                                  | Katowice, ul. Chrobrego 17               | 14 + 1                              | SM Wspólna Praca                             |
| 11                                  | Katowice, ul. Chrobrego 25               | 14 + 1                              | Wspólnota Mieszkaniowa                       |
| 12                                  | Katowice, ul. Chrobrego 26               | 14 + 1                              | SM Wspólna Praca                             |
| 13                                  | Katowice, ul. Chrobrego 31               | 14 + 1                              | SM Piast                                     |
| 14                                  | Katowice, ul. Chrobrego 32               | 14 + 1                              | SM Piast                                     |
| 15                                  | Katowice, ul. Chrobrego 37               | 14 + 1                              | SM Piast                                     |
| 16                                  | Katowice, ul. Chrobrego 38               | 14 + 1                              | SM Piast                                     |
| 17                                  | Katowice, ul. Chrobrego 43               | 14 + 1                              | SM Piast                                     |
| 18                                  | Katowice, ul. Mieszka I 5                | 14 + 1                              | Wspólnota Mieszkaniowa                       |
| 19                                  | Katowice, ul. Mieszka I 15               | 14 + 1                              | Wspólnota Mieszkaniowa                       |
| 20                                  | Katowice, ul. Piastów 3                  | 14 + 1                              | SM Piast                                     |
| 21                                  | Katowice, ul. Piastów 5                  | 14 + 1                              | SM Piast                                     |
| 22                                  | Katowice, ul. Piastów 7                  | 14 + 1                              | Wspólnota Mieszkaniowa                       |
| 23                                  | Katowice, ul. Piastów 9                  | 19 + 1                              | SM Piast                                     |
| 24                                  | Katowice, ul. Piastów 11                 | 14 + 1                              | Wspólnota Mieszkaniowa                       |
| 25                                  | Katowice, ul. Piastów 10                 | 14 + 1                              | SM Piast                                     |
| 26                                  | Katowice, ul. Piastów 12                 | 11 + 1                              | SM Piast                                     |
| 27                                  | Katowice, ul. Piastów 16                 | 14 + 1                              | SM Piast                                     |
| 28                                  | Katowice, ul. Piastów 18                 | 14 + 1                              | SM Piast                                     |
| 29                                  | Katowice, ul. Piastów 22                 | 14 + 1                              | SM Piast                                     |
| 30                                  | Katowice, ul. Piastów 24                 | 14 + 1                              | SM Piast                                     |
| 31                                  | Katowice, ul. Piastów 26                 | 14 + 1                              | SM Piast                                     |
| 32                                  | Katowice, ul. Tysiąclecia 1              | 16 + 1                              | SM Piast                                     |
| 33                                  | Katowice, ul. Tysiąclecia 4              | 14 + 1                              | Wspólnota Mieszkaniowa                       |
| 34                                  | Katowice, ul. Tysiąclecia 6              | 14 + 1                              | SM Piast                                     |
| 35                                  | Katowice, ul. Tysiąclecia 15             | 14 + 1                              | SM Piast                                     |
| 36                                  | Katowice, ul. Tysiąclecia 19             | 14 + 1                              | SM Piast                                     |
| 37                                  | Katowice, ul. Tysiąclecia 21             | 14 + 1                              | SM Piast                                     |
| 38                                  | Katowice, ul. Tysiąclecia 29             | 11 + 1                              | Wspólnota Mieszkaniowa                       |
| 39                                  | Katowice, ul. Tysiąclecia 41             | 11 + 1                              | Wspólnota Mieszkaniowa                       |
| 40                                  | Katowice, ul. Tysiąclecia 47             | 14 + 1                              | SM Piast                                     |
| 41                                  | Katowice, ul. Tysiąclecia 78             | 19 + 1                              | SM Piast                                     |
| 42                                  | Katowice, ul. Tysiąclecia 80             | 14 + 1                              | Wspólnota Mieszkaniowa                       |
| 43                                  | Katowice, ul. Tysiąclecia 84             | 14 + 1                              | Wspólnota Mieszkaniowa                       |
| 44                                  | Katowice, ul. Tysiąclecia 86             | 14 + 1                              | Wspólnota Mieszkaniowa                       |
| 45                                  | Katowice, ul. Tysiąclecia 86 a           | 14 + 1                              | SM Wspólna Praca                             |
| 46                                  | Katowice, ul. Tysiąclecia 86 b           | 14 + 1                              | Wspólnota Mieszkaniowa                       |
| 47                                  | Katowice, ul. Tysiąclecia 88             | 19 + 1                              | SM Piast                                     |
| 48                                  | Katowice, ul. Tysiąclecia 90             | 19 + 1                              | SM Piast                                     |
| 49                                  | Katowice, ul. Tysiąclecia 92             | 19 + 1                              | SM Piast                                     |
| 50                                  | Katowice, ul. Tysiąclecia 24             | 17                                  | Nowe Tysiąclecie / J.W. Construction         |
| 51                                  | Katowice, ul. Tysiąclecia 22             | 17                                  | Nowe Tysiąclecie / J.W. Construction         |
| 52                                  | Katowice, ul. Ułańska 5                  | 19 + 1                              | SM Piast                                     |
| 53                                  | Katowice, ul. Ułańska 7                  | 19 + 1                              | SM Piast                                     |
| 54                                  | Katowice, ul. Ułańska 9                  | 19 + 1                              | SM Piast                                     |
| 55                                  | Katowice, ul. Ułańska 11                 | 19 + 1                              | SM Piast                                     |
| 56                                  | Katowice, ul. Ułańska 16                 | 19 + 1                              | SM Piast                                     |
| 57                                  | Katowice, ul. Zawiszy Czarnego 4         | 27                                  | SM Piast                                     |
| 58                                  | Katowice, ul. Zawiszy Czarnego 6         | 27                                  | SM Piast                                     |
| 59                                  | Katowice, ul. Zawiszy Czarnego 10        | 27                                  | SM Piast                                     |

### Pomniki i tablice pamiątkowe
Na terenie Osiedla Tysiąclecia znajdują się następujące miejsca pamięci:
- Tablica poświęcona księdzu biskupowi Herbertowi Bednorzowi (w kościele pw. Matki Boskiej Piekarskiej przy ul. Ułańskiej 13),
- Miejsce pamięci z ziemią z pól bitewnych i miejsc martyrologii narodu polskiego (w budynku ZSZ im. R. Mielczarskiego przy al. Krzywoustego 13),
- Tablica upamiętniająca Romualda Mielczarskiego – działacza ruchu spółdzielczego (w budynku ZSZ im. R. Mielczarskiego przy al. Krzywoustego 13),
- Tablica upamiętniająca kpt. Roberta Oszka – oficera Polskiej Marynarki Wojennej, dowódcy III powstania śląskiego (skwer kpt. Roberta Oszka)[85].

## Kultura

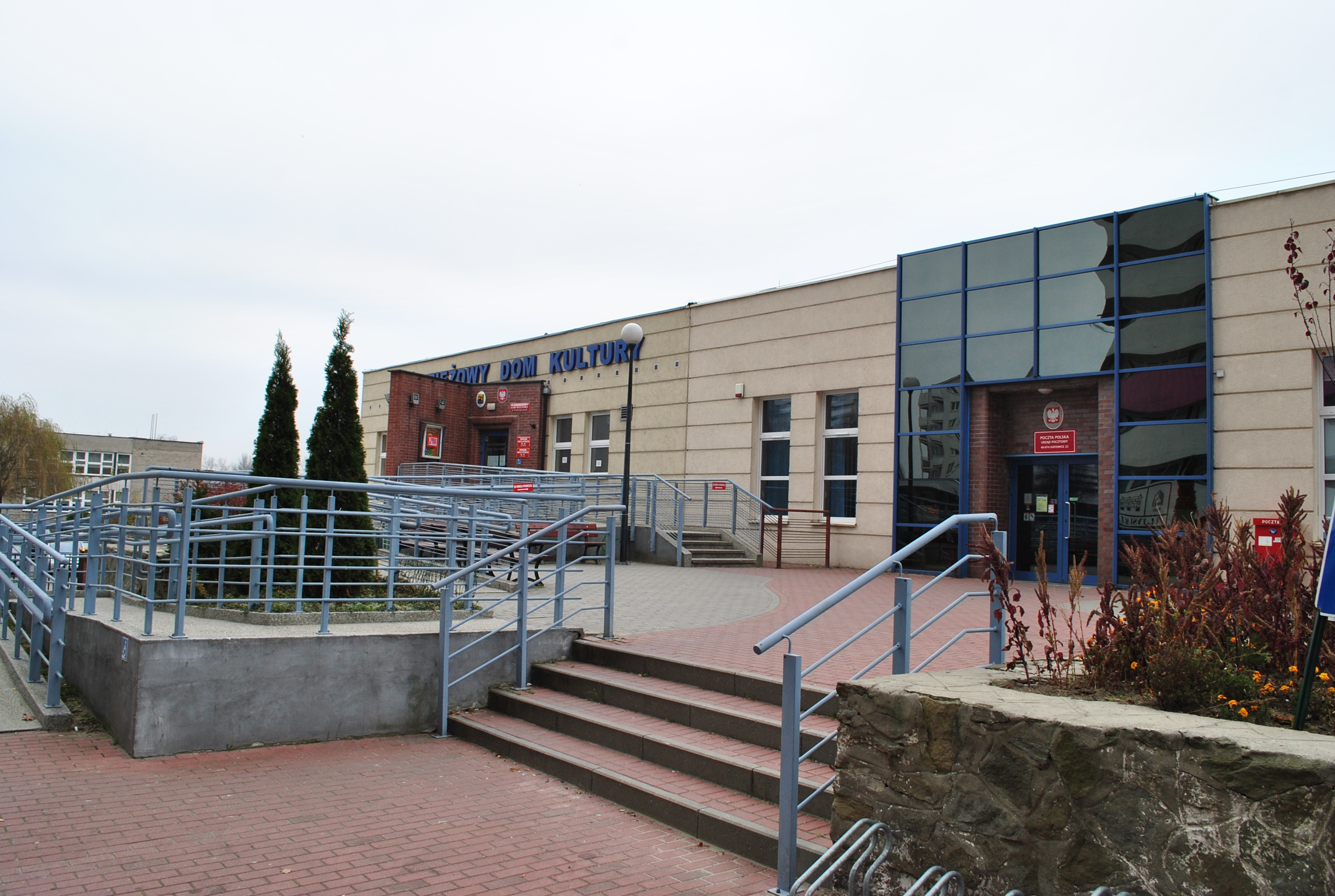
Młodzieżowy Dom Kultury na Tysiącleciu Dolnym

Pierwsze obiekty kulturalne na terenie dzielnicy powstały wraz z budową południowej części osiedla. Ulokowano wówczas w budynkach mieszkalnych świetlice, kluby osiedlowe oraz filie Miejskiej Biblioteki Publicznej. W pierwotnym projekcie planowano również budowę centralnego ośrodka kultury z kinem i biblioteką, a w późniejszym czasie również centrum kulturalno-wychowawczego.
Na osiedlu Tysiąclecia funkcjonuje Spółdzielczy Ośrodek Kultury, który jest administrowany przez SM „Piast”. Swoją siedzibę placówka ma przy ul. Zawiszy Czarnego 8. Prowadzi on 16 sekcji (w tym kursy językowe oraz zajęcia dla dzieci i osób starszych), a w budynku są prowadzone dodatkowo inne zajęcia z zakresów kultury, sportu i rekreacji. Od 12 czerwca 2007 roku na Tysiącleciu Dolnym, przy ul. Tysiąclecia 5, działa filia Młodzieżowego Domu Kultury. W placówce trwają zajęcia dla dzieci i młodzieży, głównie o tematyce muzyczno-tanecznej. Swoją siedzibę ma tutaj Zespół Pieśni i Tańca „Tysiąclatki”, który funkcjonuje na osiedlu od 1973 roku. W zespole prowadzone są zajęcia z folkloru polskiego i zagranicznego oraz z innych form tańca.
W dzielnicy mieszczą się dwie filie Miejskiej Biblioteki Publicznej w Katowicach. Na Dolnym Tysiącleciu, przy ul. Piastów 20, znajduje się filia nr 14. W bibliotece tej znajdują się wypożyczalnia dla dzieci i dorosłych, a także stanowisko komputerowe z programami multimedialnymi. Biblioteka wydaje swoją gazetę – BiblioZetka-Strefa 14. Łączne zbiory biblioteki to około 46 900 woluminów. Druga filia (nr 25) zlokalizowana jest na Górnym Tysiącleciu, przy ul. Bolesława Chrobrego 2. W niej również znajdują się wypożyczalnia dla dzieci i dorosłych oraz komputery z programami multimedialnymi. Biblioteka ta także wydaje swoją gazetę – FLESZ 25. Łączne zbiory tej biblioteki to 35 480 woluminów.
Na osiedlu rozgrywa się główna akcja nakręconego w 2006 roku filmu Czeka na nas świat , a także powieści Wojciecha Grabowskiego Maroko, czyli rzecz o dorastaniu na Górnym Śląsku.

## Oświata

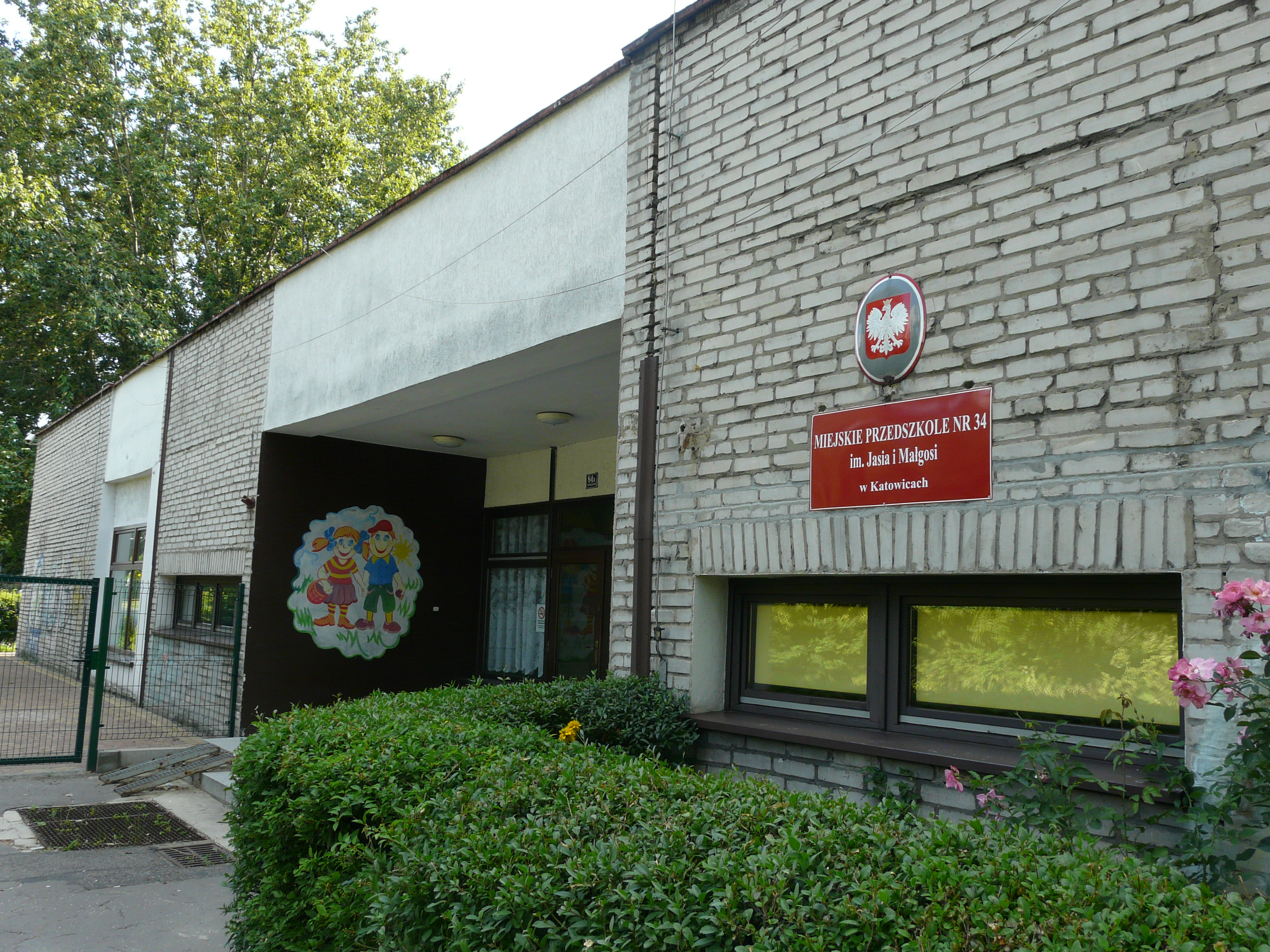
Miejskie Przedszkole nr 34 im. Jasia i Małgosi

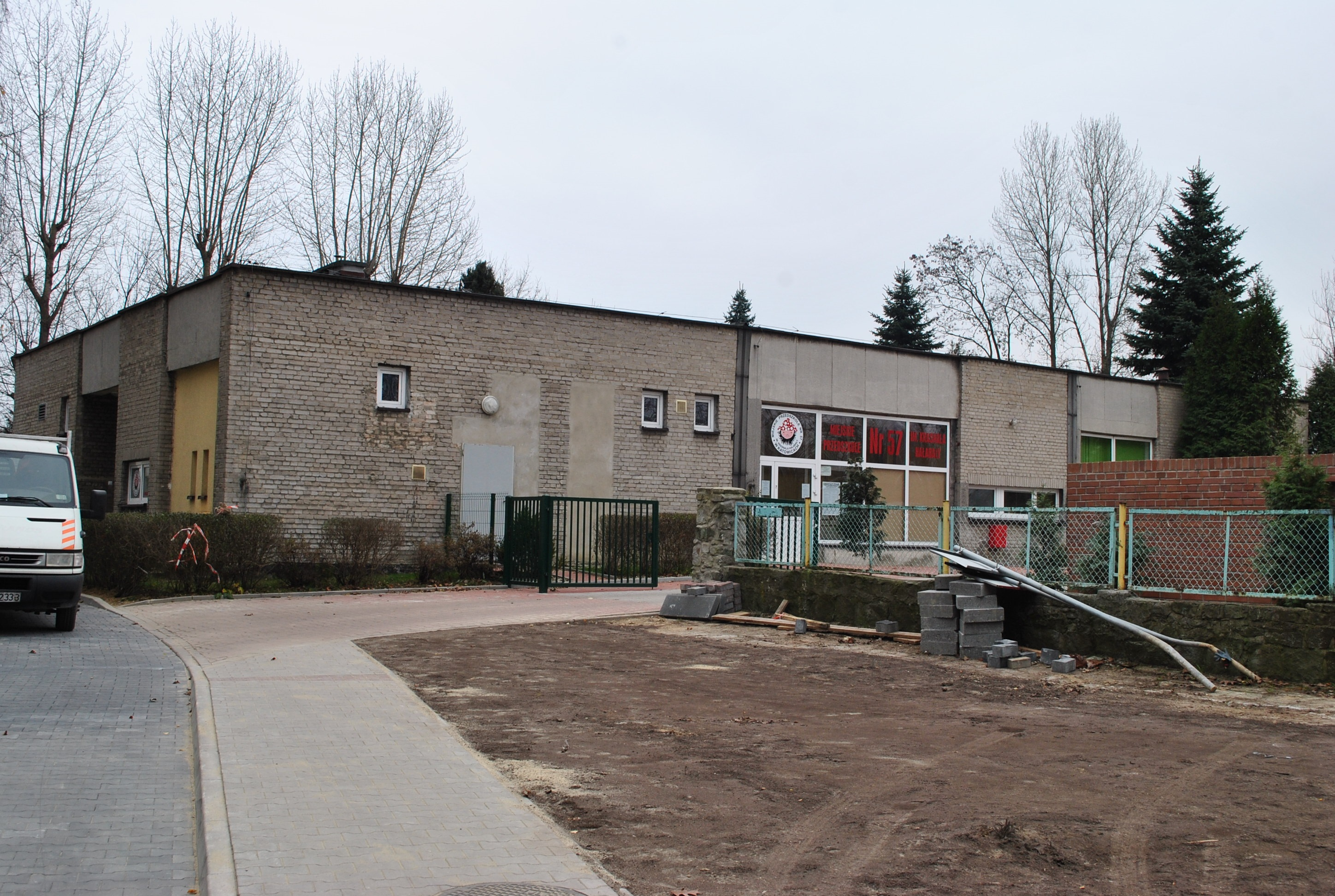
Miejskie Przedszkole nr 57 im. Krasnala Hałabały

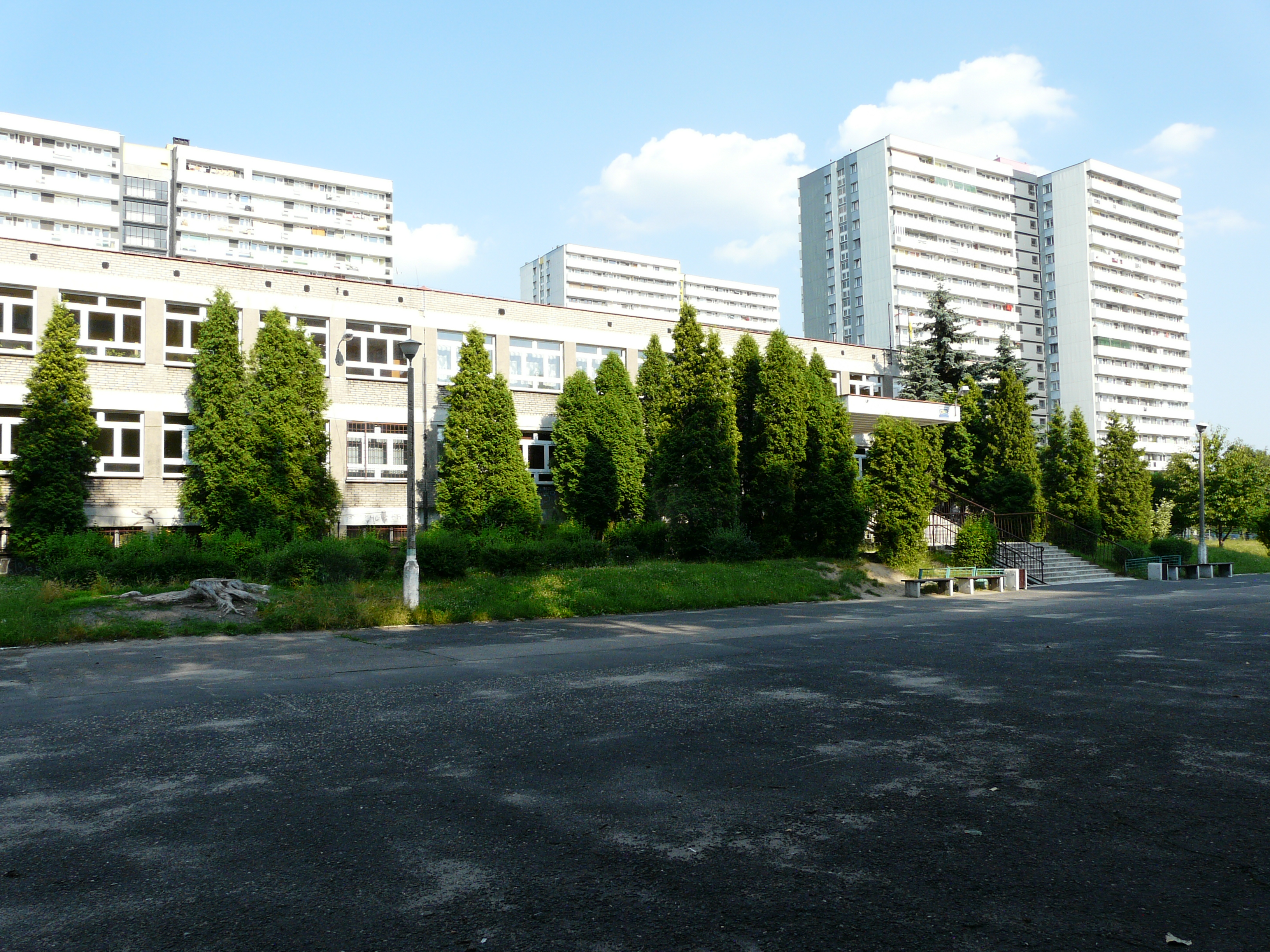
Budynek Szkoły Podstawowej nr 59 im. Jana Matejki

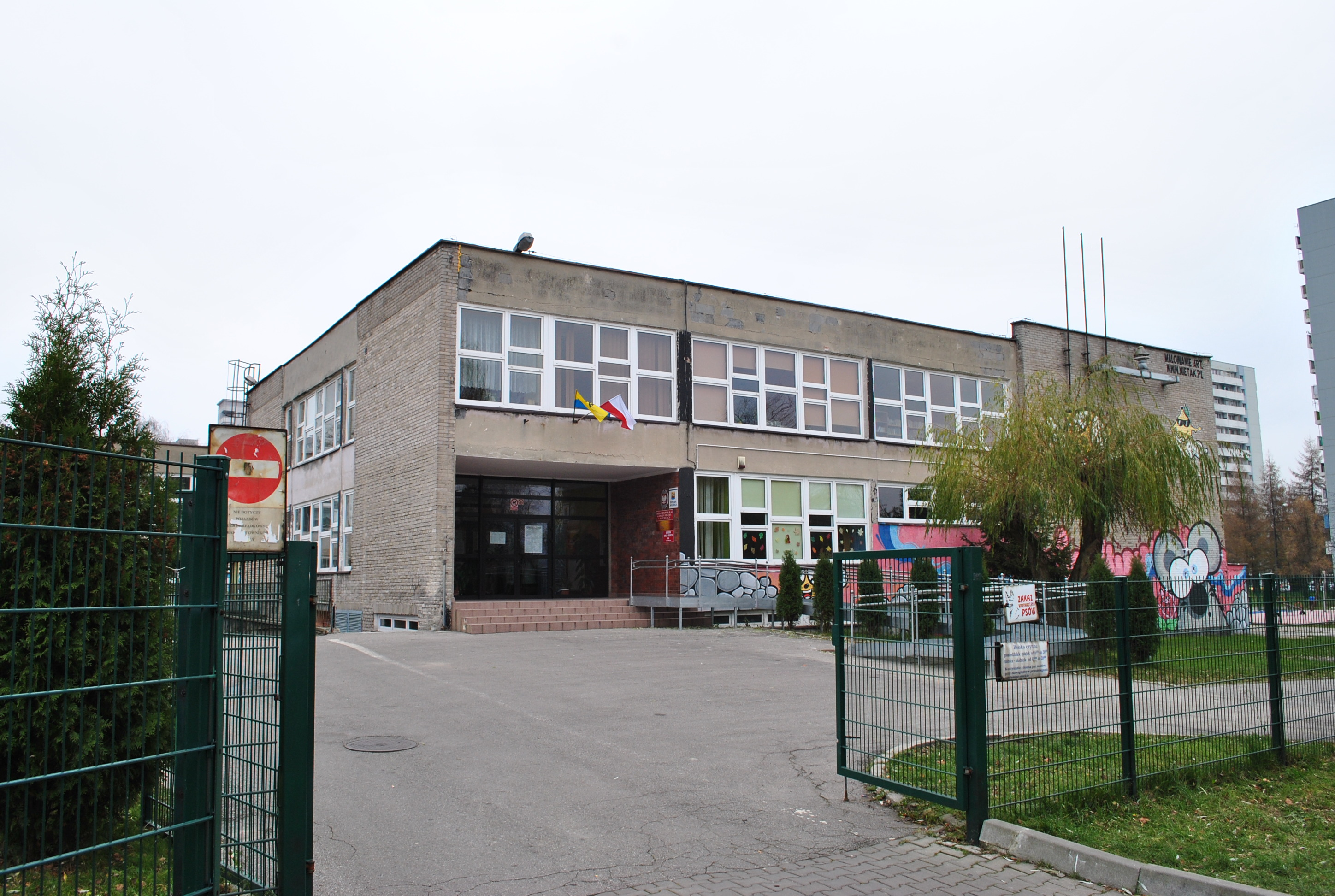
Gmach Szkoły Podstawowej nr 66 im. Janusza Korczaka

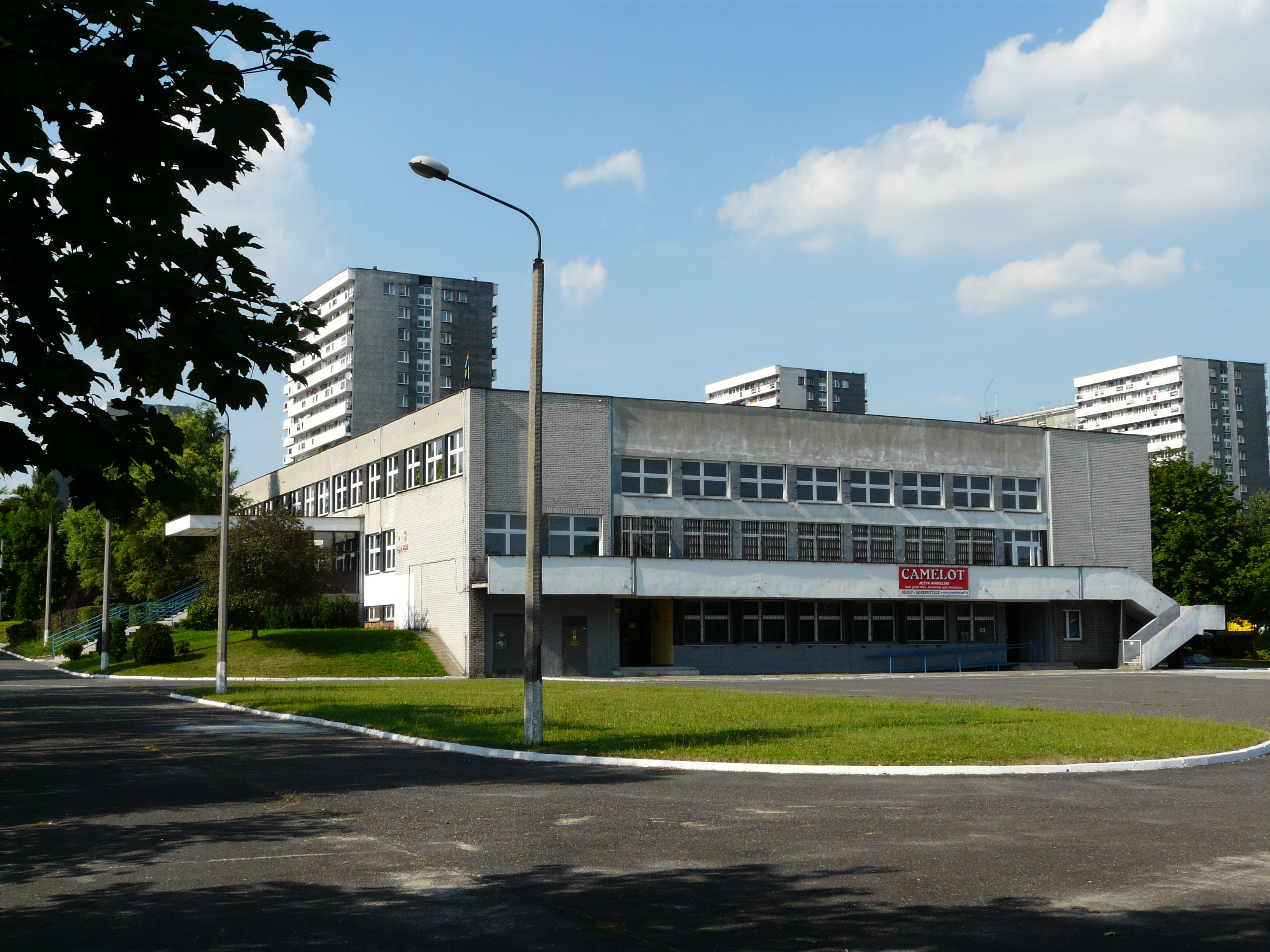
Budynek Zespołu Szkół Ogólnokształcących nr 3

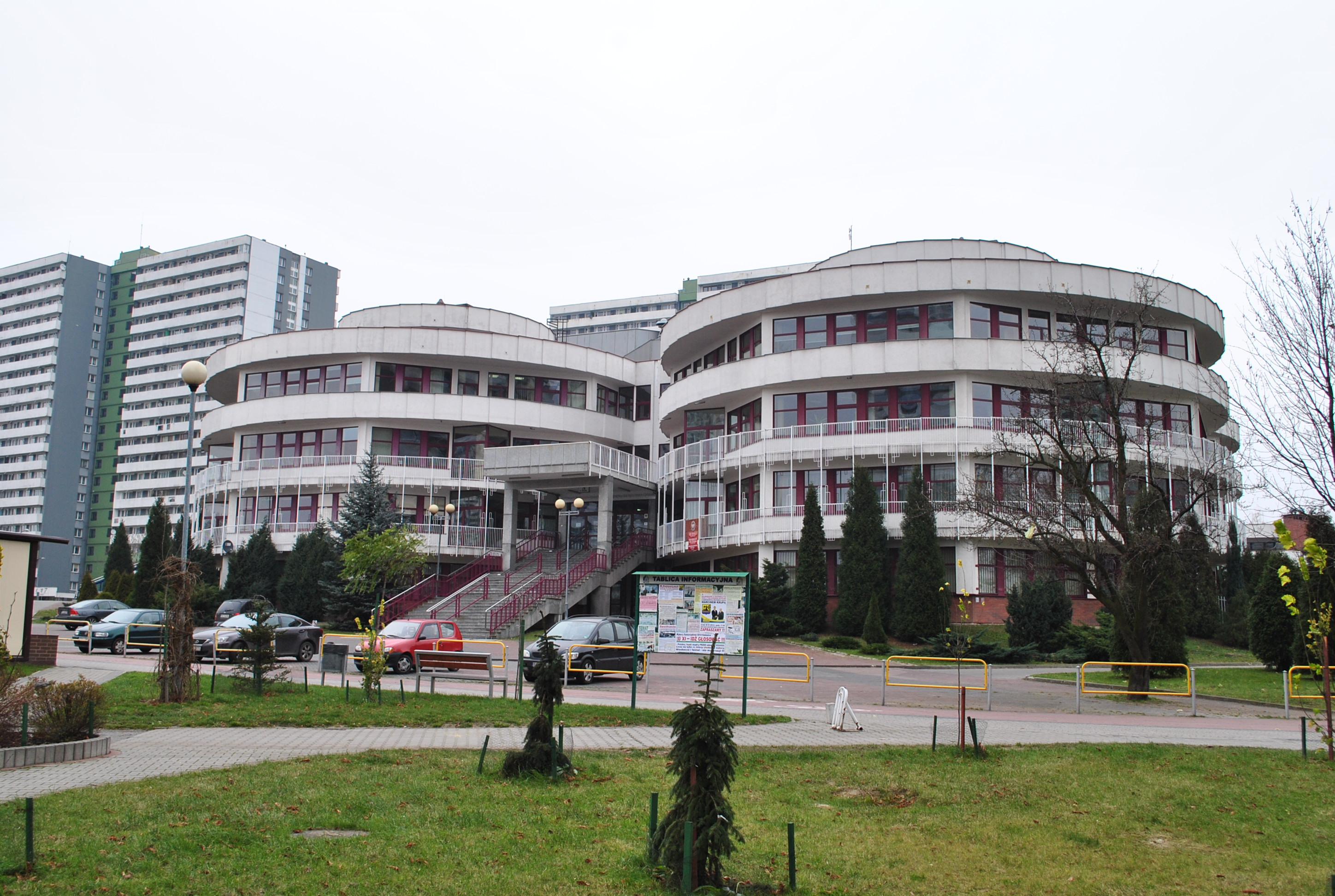
Siedziba Zespołu Szkół Plastycznych oraz Państwowej Ogólnokształcącej Szkoły Muzycznej II stopnia im. K. Szymanowskiego

Potrzeby edukacyjne osiedla według pierwotnego projektu miały być zapewnione w trzech strefach szkolnych. Przewidziano wówczas budowę pięciu szkół podstawowych o 24 salach lekcyjnych każda, ośmiu przedszkoli oraz pięciu żłobków. Wraz z budową Osiedla Dolnego oddano do użytku żłobek dla 80 dzieci, cztery przedszkola dla 120 dzieci każde, dwie szkoły podstawowe dla 960 dzieci każda oraz Dom Studenta z 224 mieszkaniami. Potrzeby oraz oferta edukacyjna na osiedlu Tysiąclecia z biegiem czasu ulegały zmianom. Według stanu z grudnia 2014 roku, w granicach dzielnicy Osiedle Tysiąclecia znajdowały się następujące placówki edukacyjne:
- Żłobki[73]:
  1. Oddział Żłobka Miejskiego w Katowicach (ul. Tysiąclecia 45);
  2. Żłobek EPIONKOWO (Zawiszy Czarnego 7a),
- Przedszkola[73][91]:
  1. Miejskie Przedszkole nr 21 im. Wesołej Ludwiczki (ul. Tysiąclecia 27);
  2. Miejskie Przedszkole nr 25 im. Króla Maciusia I (ul. Mieszka I 13);
  3. Miejskie Przedszkole nr 34 im. Jasia i Małgosi (ul. Tysiąclecia 84a);
  4. Miejskie Przedszkole nr 57 im. Krasnala Hałabały (ul. Piastów 13);
  5. Miejskie Przedszkole nr 90 im. Wróbelka Elemelka (ul. Bolesława Chrobrego 39);
  6. Madzik Place Kindergarten (ul. Zawiszy Czarnego 8);
  7. Prywatne Przedszkole im. Papy Smerfa (al. Bolesława Krzywoustego 6);
  8. Przedszkole EPIONKOWO (Zawiszy Czarnego 7a);
  9. Specjalistyczne Niepubliczne Przedszkole Edukacyjno-Rehabilitacyjne (ul. Ułańska 5a),
- Szkoły podstawowe:
  1. Szkoła Podstawowa nr 59 im. Jana Matejki (ul. Bolesława Chrobrego 5) – publiczna szkoła podstawowa na Górnym Tysiącleciu, której budowę rozpoczęto w 1974 roku, a otwarto 1 września 1977 roku. Formalnie szkoła została przeniesiona z Koszutki, dlatego ma niższy numer od dwóch innych starszych od niej szkół, funkcjonujących wcześniej na osiedlu. W pierwszym roku działalności w nowym miejscu uczęszczało do niej 866 uczniów w 28 oddziałach. Z racji ciągle wzrastających potrzeb edukacyjnych osiedla część pomieszczeń w pawilonie przy ul. Ułańskiej zaadaptowano pod szkołę. W 1986 roku przeniesiono z al. Bolesława Krzywoustego 9 do nowej siedziby przy ul. Bolesława Chrobrego 4 nieistniejącą już obecnie Szkołę Podstawową nr 63, co spowodowało stopniowe zmniejszanie się problemu zatłoczenia. W roku szkolnym 2008/2009 szkoła liczyła 380 uczniów w 18 oddziałach, a pracowało w niej łącznie 36 nauczycieli[92];
  2. Szkoła Podstawowa nr 66 im. Janusza Korczaka (al. Bolesława Krzywoustego 7) – publiczna szkoła podstawowa funkcjonująca na Dolnym Tysiącleciu od 1968. Szkoła posiada 21 sal lekcyjnych oraz dwie sale gimnastyczne. W roku szkolnym 2014/2015 funkcjonowało 13 oddziałów średnio po 24 uczniów, a także oddziały dla dzieci niepełnosprawnych[93],
- Zespoły szkół:
  1. Zespół Szkół Integracyjnych nr 1 im. Roberta Oszka (al. Bolesława Krzywoustego 11) – powstał w 2006 roku w wyniku połączenia zespołu szkół ze Szkołą Podstawową nr 58 po przeniesieniu siedziby zespołu z Załęskiej Hałdy (z budynku przy ul. F. Bocheńskiego 149) do siedziby szkoły nr 58 i likwidacji Szkoły Podstawowej nr 25. Na zespół składały się następujące placówki[94]:
    - Szkoła Podstawowa z Oddziałami Integracyjnymi nr 58 im. Marii Dąbrowskiej – szkoła publiczna, która została uroczyście otwarta 21 sierpnia 1976 roku. W pierwszym roku działalności naukę odbywało około 1 700 uczniów w 46 oddziałach. W roku 2014/2015 szkoła posiadała 18 oddziałów;
    - Gimnazjum Integracyjne nr 36 im. Roberta Oszka – gimnazjum publiczne powstałe 1 września 2003 roku. W roku szkolnym 2014/2015 szkoła posiadała 9 oddziałów,

  2. Zespół Szkół Ogólnokształcących nr 3 (ul. Bolesława Chrobrego 4)[95]:
    - Szkoła Podstawowa nr 60 Specjalna w Katowicach – powstała w 1962 roku, przeniesiona z Załęża z gmachu przy ulicy Gliwickiej 148a i włączona do zespołu od 1 września 2018 roku;
    - Gimnazjum nr 8 im. Królowej Jadwigi – powstałe 1 września 1999 roku w ramach reformy edukacji; dotychczasowa Szkoła Podstawowa nr 63 była od tego roku stopniowo wygaszana, ostatnie klasy opuściły ją w 2004 roku. W związku z kolejną reformą, zakładającą likwidację gimnazjów, Gimnazjum nr 8 zostało zlikwidowane w 2019 roku;
    - IX Liceum Ogólnokształcące z Oddziałami Integracyjnymi im. Henryka Sienkiewicza – liceum publiczne powstałe w 1955 roku jako Liceum Ogólnokształcące TPD przy Szkole Podstawowej nr 9 na Koszutce. Szkoła ta od 1986 roku swoją siedzibę miała przy al. Bolesława Krzywoustego 9 na Tysiącleciu Dolnym. Od 1995 roku patronem szkoły jest Henryk Sienkiewicz, natomiast od 1 września 2012 szkoła ta funkcjonuje w obecnej siedzibie. W roku szkolnym 2014/2015 posiadała ona 4 oddziały,

  3. Zespół Szkół Plastycznych (ul. Ułańska 7a)[96]:
    - Liceum Plastyczne;
    - Ogólnokształcąca Szkoła Sztuk Pięknych,

  4. Zespół Szkół Zawodowych im. Romualda Mielczarskiego (al. Bolesława Krzywoustego 13)[97]:
    - Technikum nr 13;
    - Technikum Uzupełniające nr 16 dla Dorosłych;
    - Zasadnicza Szkoła Zawodowa nr 8;
    - Szkoła Policealna nr 10 dla Dorosłych;
    - Szkoła Policealna nr 3,
- Szkoły artystyczne:
  1. Państwowa Ogólnokształcąca Szkoła Muzyczna II stopnia im. Karola Szymanowskiego (ul. Ułańska 7b) – szkoła łącząca kształcenie muzyczne z ogólnokształcącym, której początki sięgają 1937 roku jako dwuletnie Liceum Muzyczne. Stanowi ona placówkę Zespołu Państwowych Szkół Muzycznych w Katowicach. Swoją obecną siedzibę szkoła ma wraz z Zespołem Szkół Plastycznych od 1999 roku[98],
  2. Zespół Szkół Plastycznych (ul. Ułańska 7a),
- Szkoły wyższe:
  1. Wyższa Szkoła Zarządzania Ochroną Pracy (al. Bolesława Krzywoustego 9; budynek TŚ.9) – utworzona w 2002 roku niepubliczna uczelnia wyższa o charakterze humanistyczno-technicznym, specjalizująca się w dziedzinie bezpieczeństwa i higieny pracy[99].

## Ochrona zdrowia

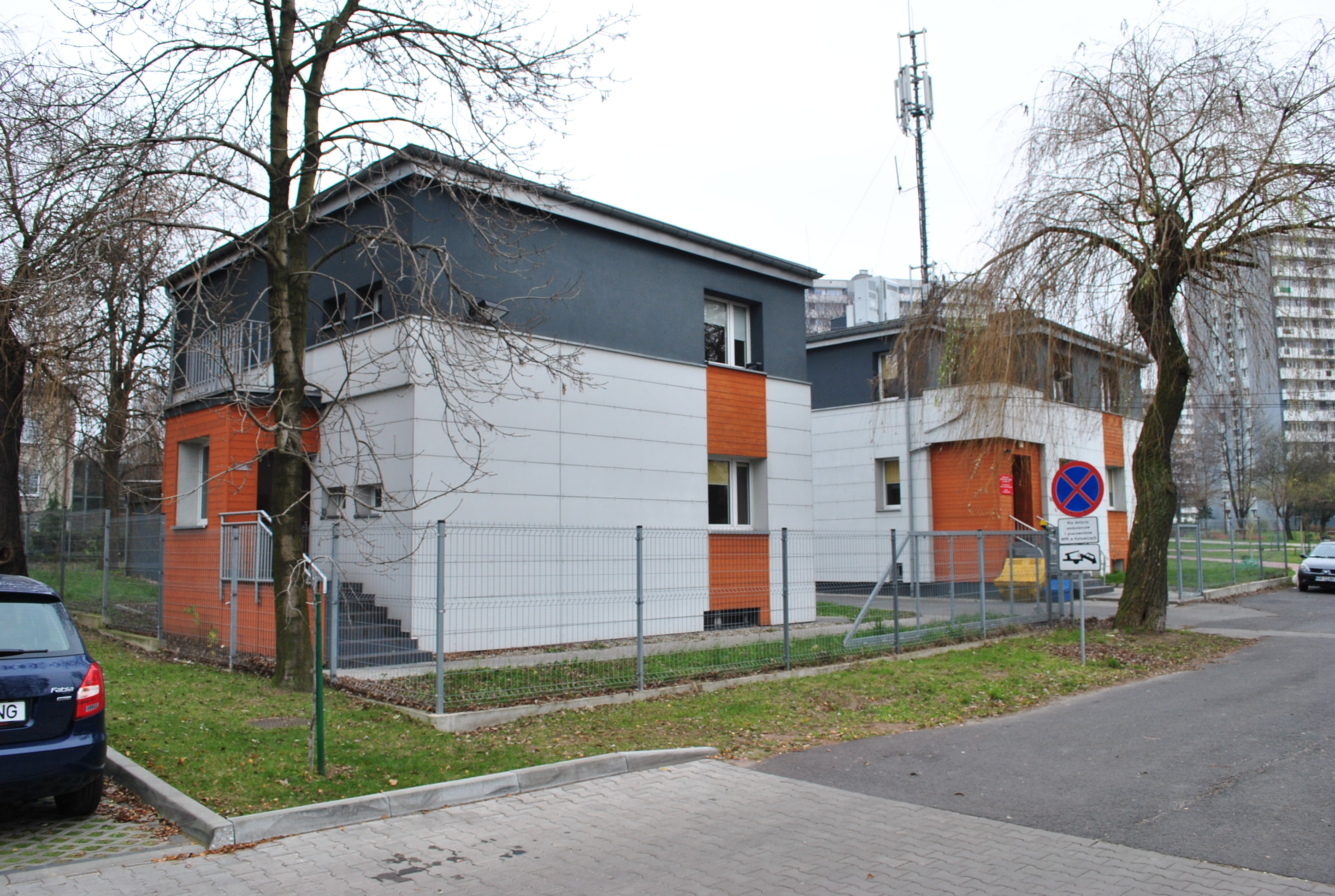
Podstacja WPR przy ul. Tysiąclecia

Na Osiedlu Tysiąclecia według stanu z grudnia 2018 znajdowały się następujące placówki opieki zdrowotnej:
- NZOZ Poradnia Medycyny Ogólnej MEDICO (ul. Zawiszy Czarnego 9),
- NZOZ EPIONE. Przychodnia nr 3 (ul. Zawiszy Czarnego 7a) – przychodnia, posiadająca poradnie podstawowej opieki zdrowotnej dla dzieci i dorosłych, poradnie specjalistyczne (w tym m.in. chirurgia, dermatologia i okulistyka), a także pracownie specjalistyczne (TK, RTG, USG) i laboratorium[100],
- Centrum Medyczne Tysiąclecie (ul. Tysiąclecia 101),
- Wojewódzkie Pogotowie Ratunkowe w Katowicach. Podstacja Pogotowia Ratunkowego Katowice Tysiąclecie (ul. Tysiąclecia 88b)[101].

Poza tym, w dzielnicy funkcjonowało wówczas około 10 gabinetów stomatologicznych (głównie na Osiedlu Dolnym oraz w części centralnej), a także 7 aptek.

## Religia

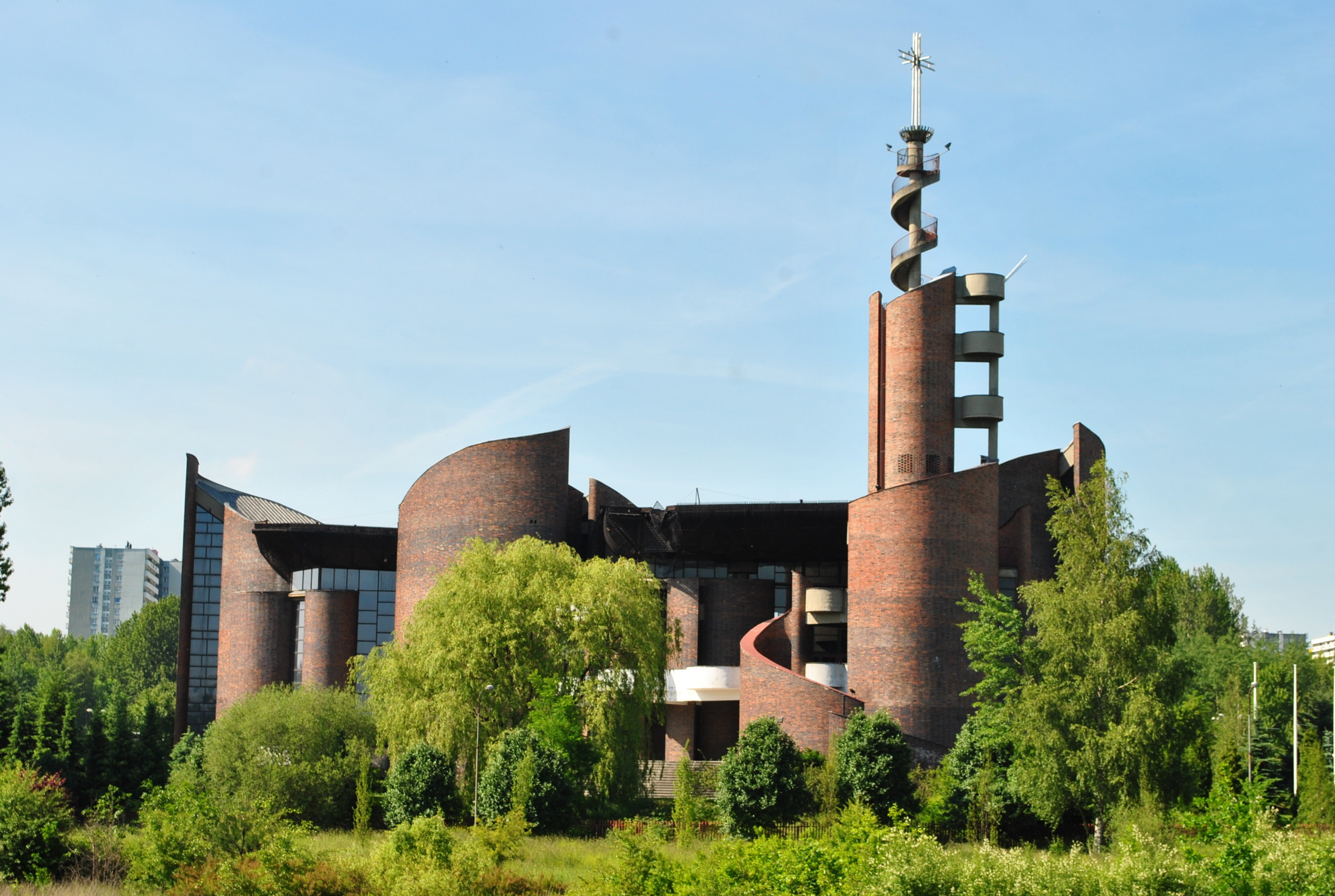
Kościół pw. Podwyższenia Krzyża Świętego i Matki Bożej Uzdrowienia Chorych na Tysiącleciu Dolnym

Największą grupą wyznaniową na Osiedlu Tysiąclecia są rzymscy katolicy. Na obszarze dzielnicy funkcjonują dwie parafie, które przynależą do dekanatu Katowice-Załęże. Są to:
- Parafia Podwyższenia Krzyża Świętego i Matki Bożej Uzdrowienia Chorych (ul. Mieszka I 6) – obejmuje swoim zasięgiem Tysiąclecie Dolne oraz Centralne i liczyła w 2014 roku około 17 100 wiernych[102]. Wraz z budową osiedla parafianie z Tysiąclecia Dolnego uczęszczali do kościoła parafialnego św. Jana i Pawła Męczenników w Dębie. W 1976 roku wydano zgodę na budowę kościoła, którego poświęcenie odbyło się 13 grudnia 1981 roku, a 14 września 1991 roku biskup Damian Zimoń konsekrował świątynię[41].
- Parafia Matki Boskiej Piekarskiej – obejmuje swoim zasięgiem Tysiąclecie Górne i liczyła w 2014 około 7 000 wiernych[103]. Początki parafii sięgają 1983 roku, kiedy to biskup Herbert Bednorz postanowił na Osiedlu Górnym utworzyć nową parafię. Budowę kościoła parafialnego (formalnie jako kaplicy) rozpoczęto 13 czerwca 1984 roku. Parafia ta została erygowana 1 września 1985 roku, a kościół parafialny konsekrowany 17 grudnia 1990 roku przez biskupa Damiana Zimonia[42].

## Sport i rekreacja

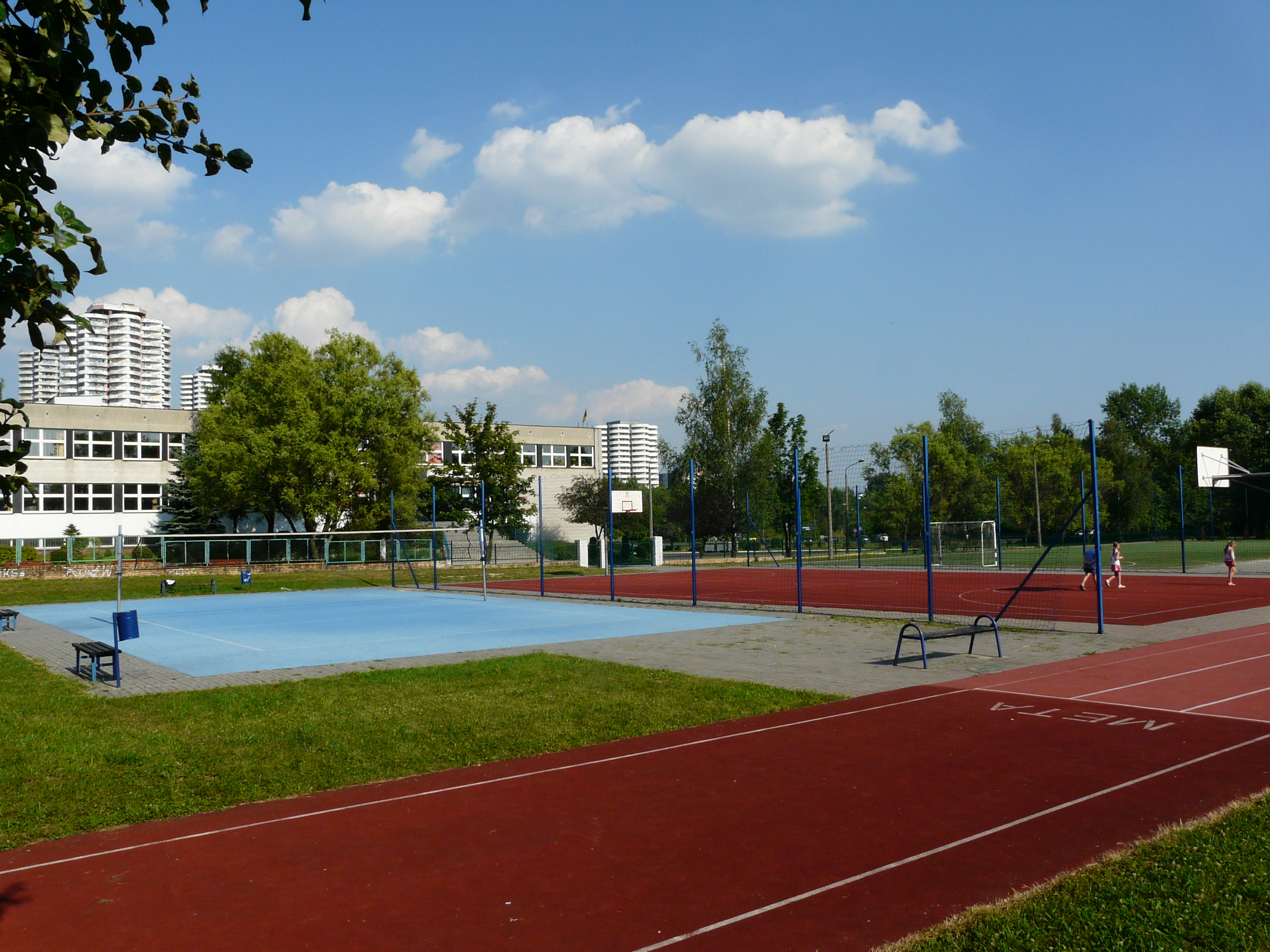
Kompleks sportowy przy ZSO nr 3

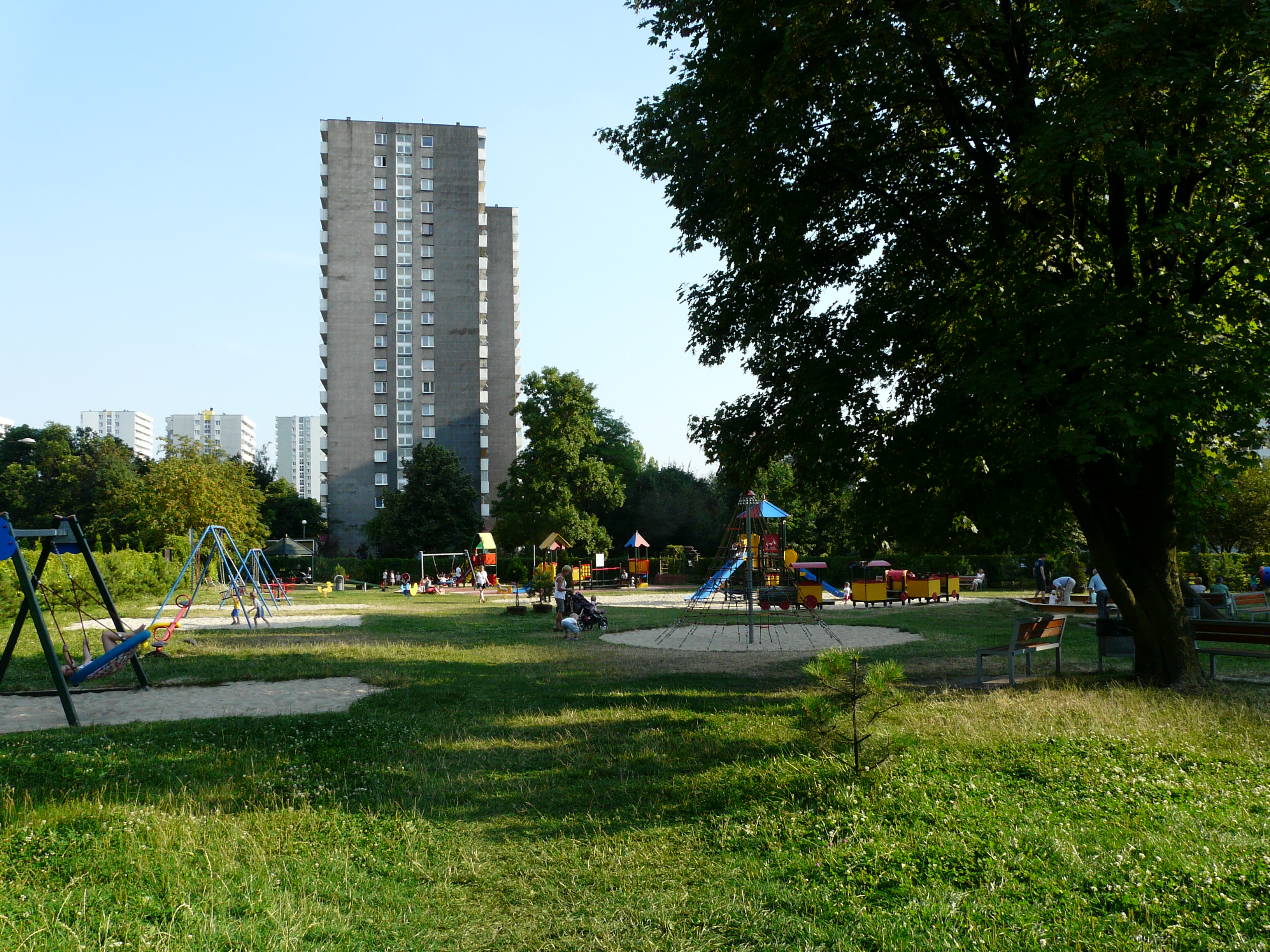
Plac zabaw na osiedlu Tysiąclecia

Charakter mieszkaniowy dzielnicy sprawił, że rozwinęła się tu aktywność sportowo-rekreacyjna, związana zwłaszcza z obecnością terenów zielonych, a także istniejącą infrastrukturą sportowo-rekreacyjną. Jednym z głównych ośrodków oferujących zajęcia sportowo-rekreacyjne w dzielnicy jest Spółdzielczy Ośrodek Kultury, działający przy ul. Bolesława Chrobrego. Prowadzone są tam zajęcia zarówno przez instruktorów SOK, jak i prywatnych najemców. W ośrodku odbywają się zajęcia fitness i pilates, a także zajęcia sportowo-rekreacyjne dla osób starszych. Działa tu również gabinet rehabilitacji i fizjoterapii. Na osiedlu Tysiąclecia według stanu z czerwca 2013 roku funkcjonują następujące kluby sportowe oraz stowarzyszenia o charakterze sportowo-rekreacyjnym:
- Śląski Klub Kyokushin Karate (ul. Tysiąclecia 92) – klub prowadzący zajęcia karate Kyokushin dla różnych grup wiekowych w Spółdzielczym Ośrodku Kultury[105],
- Środowiskowy Klub Wodniacko-Wędkarski „Maroko” (ul. Piastów 17) – klub skupiający żeglarzy, wędkarzy i innych miłośników sportów wodnych, działający przy stawie Maroko od 1995. Prowadzi on działalność sportowo-rekreacyjną dla dzieci i dorosłych, a także szkolenia żeglarskie. Początki działalności żeglarskiej nad stawem mają miejsce w latach 80. XX w., kiedy to powstał pomysł przekształcenia stawu w ośrodek rekreacyjny pod patronatem kopalni węgla kamiennego Gottwald[20],
- Uczniowski Klub Sportowy „Carramba” Katowice przy SP nr 66 (ul. Tysiąclecia 88) – klub gimnastyki artystycznej dla dziewcząt[106].

Na obszarze dzielnicy w 2013 roku znajdowały się następujące obiekty sportowo-rekreacyjne:
- basen szkolny z funkcją ogólnodostępności w Zespole Szkół Plastycznych (ul. Ułańska 7a) – kryta pływalnia miejska o długości 25 m,
- boisko do koszykówki (ul. Piastów),
- Strefa Aktywności Rodzinnej (ul. Tysiąclecia, al. Księżnej Jadwigi),
- baseny szkoleniowo-rekreacyjne, boiska przyszkolne oraz place zabaw.

Bazę tę uzupełniają obiekty sportowo-rekreacyjne położone w sąsiedztwie dzielnicy, zwłaszcza w parku Śląskim, gdzie znajduje się m.in. Wojewódzki Ośrodek Kultury i Sportu „Stadion Śląski” wraz z całym zapleczem sportowym.